# Надгробие
Надгро́бие, надгробный памятник (др.-греч. tάφος, лат. sepulcrum, нем. Grabmal) — композиция на месте захоронения. «Один из видов мемориальных сооружений, наземный знак над погребением; в отличие от гробницы или саркофага, вмещающих в себя тело умершего, и кенотафа, связанного с символическим погребением, надгробие выделяет место захоронения в окружающей среде (природной или архитектурной), символизирует погребённого и часто несёт знаки его идентификации — от социального статуса, имени до портретных черт».
В зависимости от особенностей конкретной композиции разнообразные надгробия можно относить либо к скульптуре, либо к архитектуре малых форм.

## История
В древности, у кочевых народов функцию надгробия выполняли холм, курган, тумулус, мегазил (вертикально поставленный камень, иногда со скульптурным изображением). Место героев, павших в бою, отмечалось врытым в землю камнем, копьём, мечом, трофеем или стелой. Шедеврами древнегреческой скульптуры являются мраморные надгробия Керамика (района захоронений в древних Афинах за городской стеной). Надгробные стелы дополняли эпитафиями, эпиграфами. В поздней античности, культуре эллинистической эпохи и в Византии «эпитафа» (греч. ἐπιτάφa, лат. epitapha — разновидность надгробного памятника, в отличие от надгробия подобно кенотафу, не связанная с местом захоронения, обычно это каменная плита, вделанная в стену храма внутри или снаружи с памятной надписью. Отсюда возник обычай и искусство сочинения письменных эпитафий (лат. legere sepulcra — читать, декламировать надгробную надпись).
В качестве надгробных монументов древние греки использовали не только стелы, но и керамические сосуды амфоры, лекифы, лутрофоры, наполненные оливковым маслом в качестве приношения умершим родственникам. Известны также дорогие мраморные лекифы больших размеров, украшенные рельефными изображениями. Они служили надгробными монументами и частично сохранились в районе Керамикa в Афинах. Лекифы в качестве важной части заупокойного культа изображали на мраморных надгробных стелах. Захоронения бедных людей отмечали корзиной, в которую помещали еду и питьё для души умершего. Корзину накрывали мраморной плитой.
Древние этруски сжигали умерших, а пепел помещали в специальные биконические урны (иногда антропоморфные), терракотовые, мраморные или бронзовые саркофаги. Стенки такого саркофага украшали рельефами, изображающими сцены из земной жизни покойника, а на крышке саркофага помещали его скульптурное изображение. Чаще изображали фигуру знатного этруска, возлежащего за прощальной трапезой. Фигуру делали полой (со съёмной головой) и внутрь помещали прах покойного. Обычай сжигания умерших у этрусков переняли древние римляне, но перед этим обрядом с лица умершего снимали гипсовую форму, по которой изготавливали две восковые маски — одной накрывали лицо перед траурным обрядом («для жизненности»), другая (imago) оставалась в атриуме дома для напоминания (in memoriam) о предке.
Урны помещали в специальных колумбариях либо в отдельных надгробиях. Ныне вдоль Аппиевой дороги в Риме можно видеть некоторые из таких надгробий. Сложенные из кирпича или камня, они имеют ниши или прямоугольные заглубления, в которых помещены бюсты или рельефные изображения умерших и памятные надписи. Это делалось для того, чтобы проходившие по дороге, видя памятники и читая надписи, вспоминали погребённых и помнили о неизбежной смерти (memento mori).

## Античные надгробия

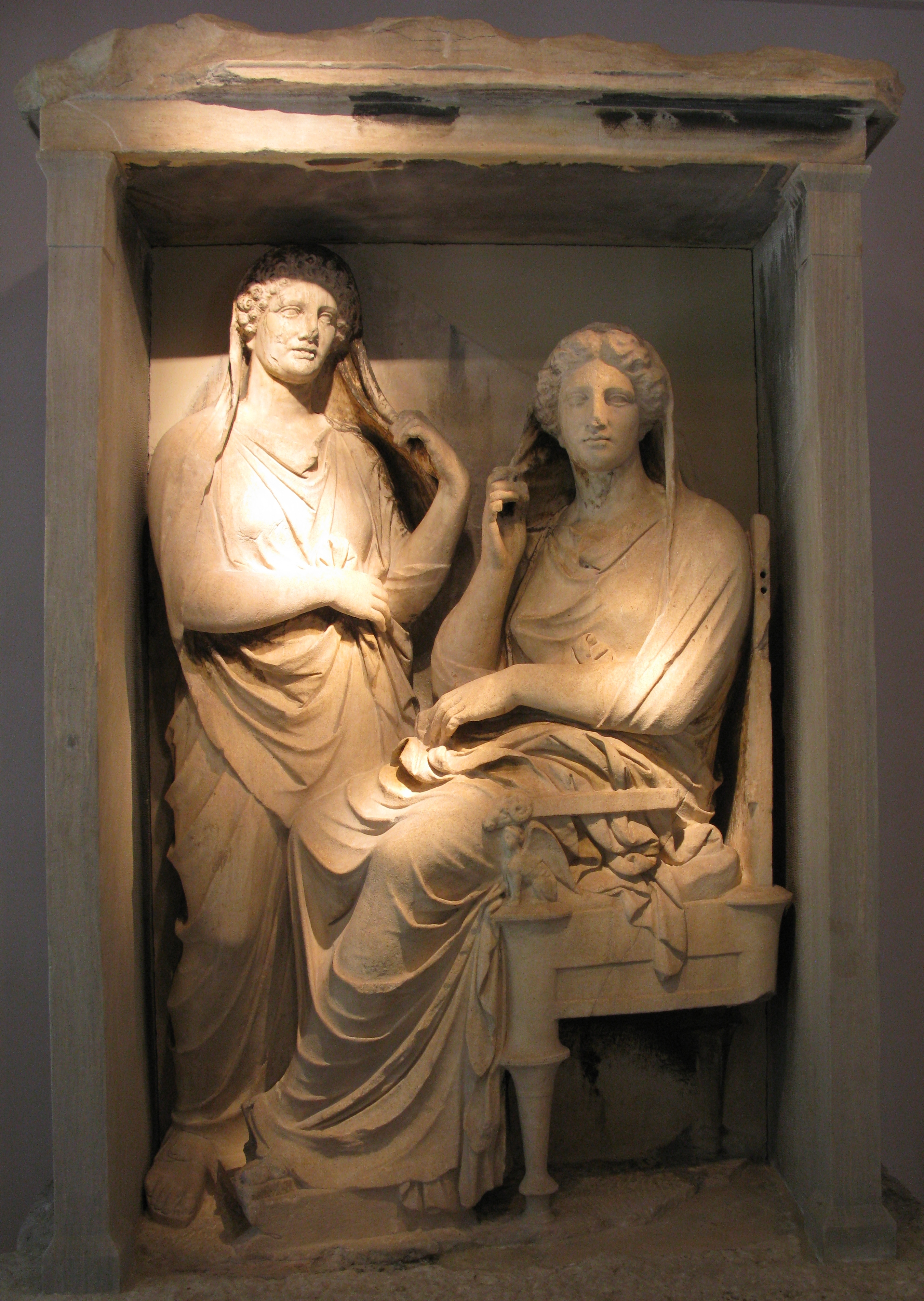
Стела Деметрии и Памфилы. 325-310 до н. э. Мрамор. Археологический музей Керамика, Афины
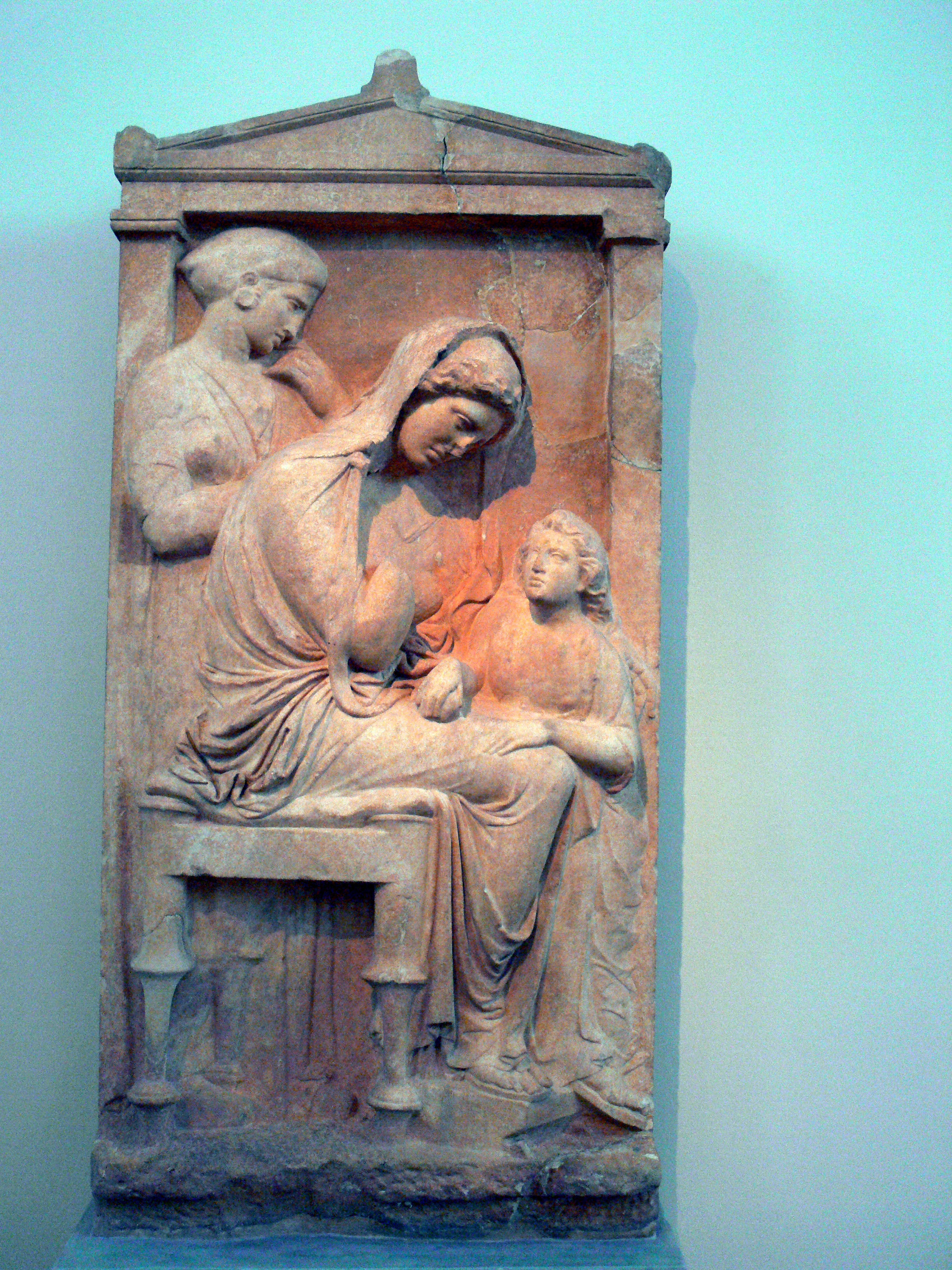
Надгробная стела. Мрамор, роспись. Национальный археологический музей, Афины
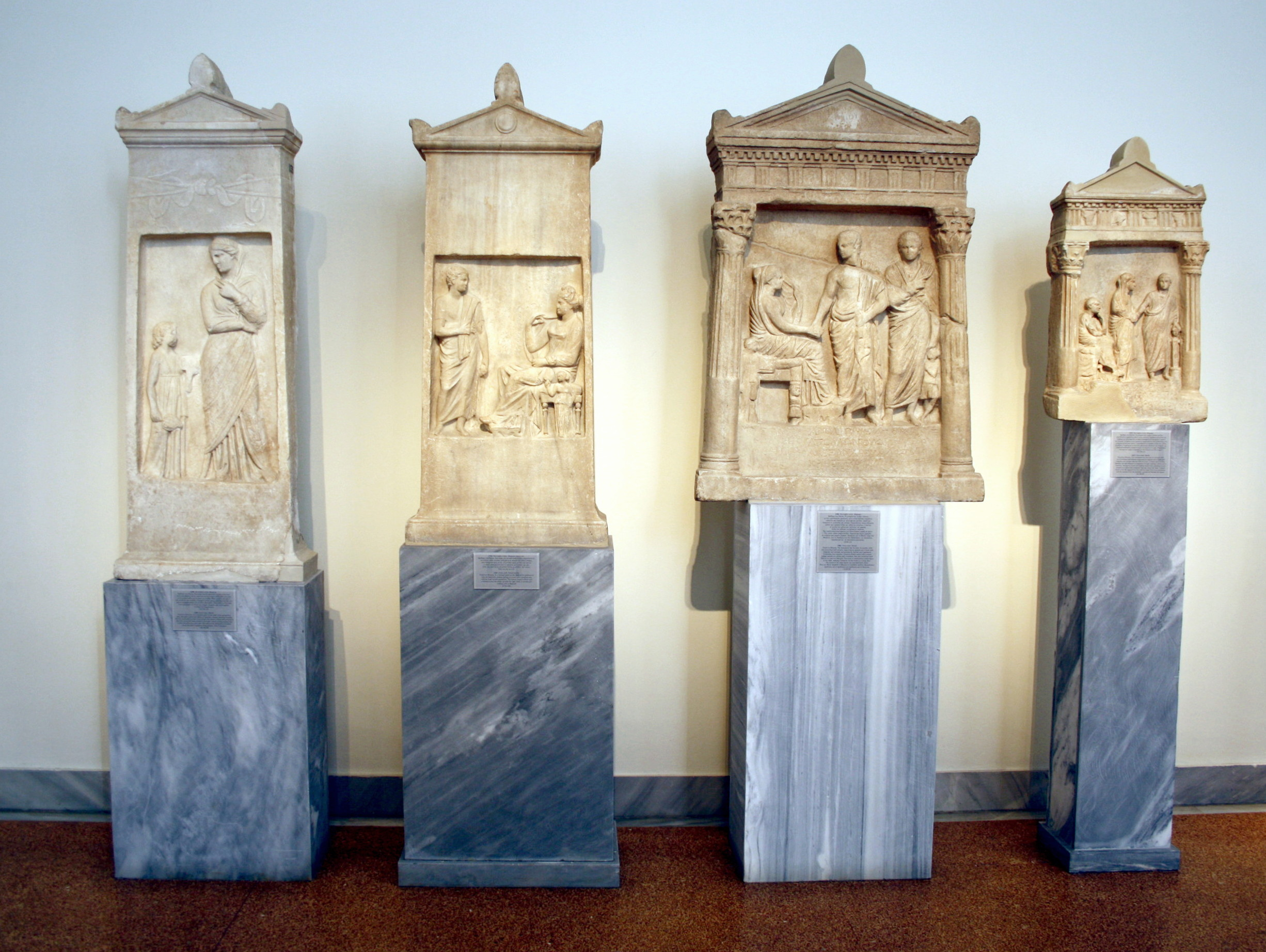
Надгробные стелы. Экспозиция Национального археологического музея в Афинах
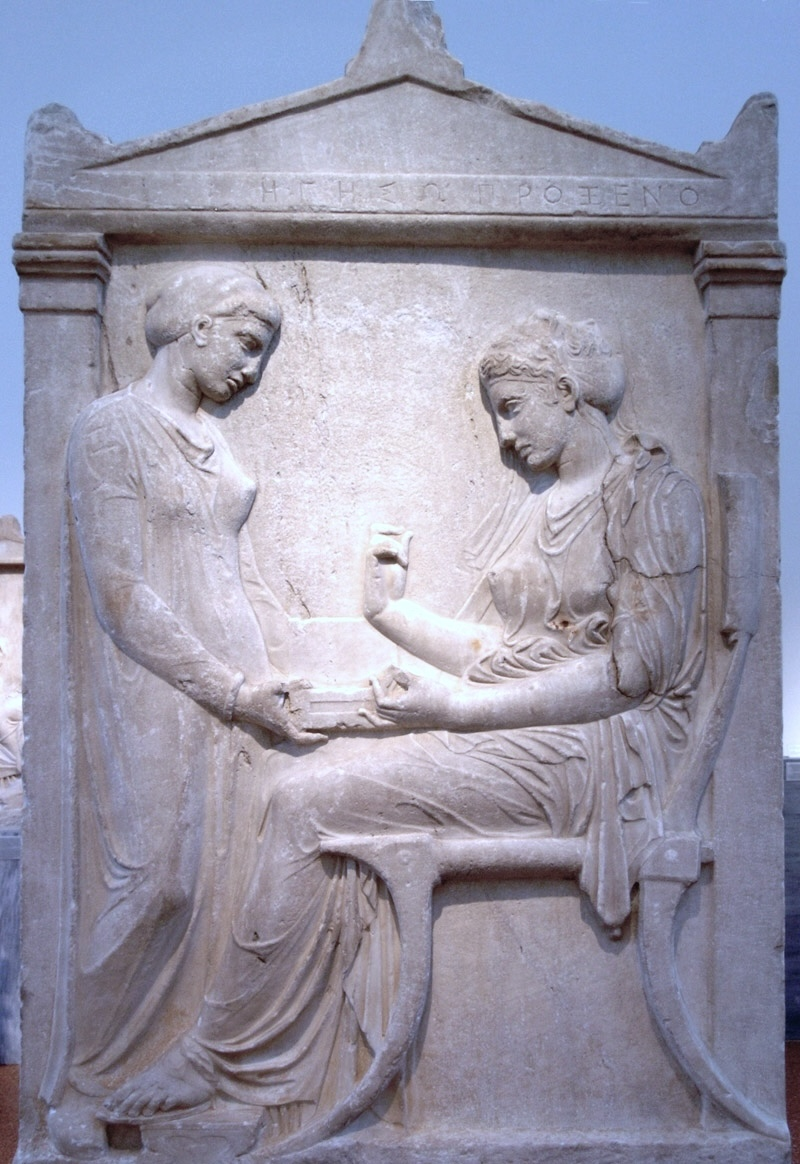
Стела Гегесо. Ок. 410 г. до н. э. Мрамор. Национальный археологический музей, Афины
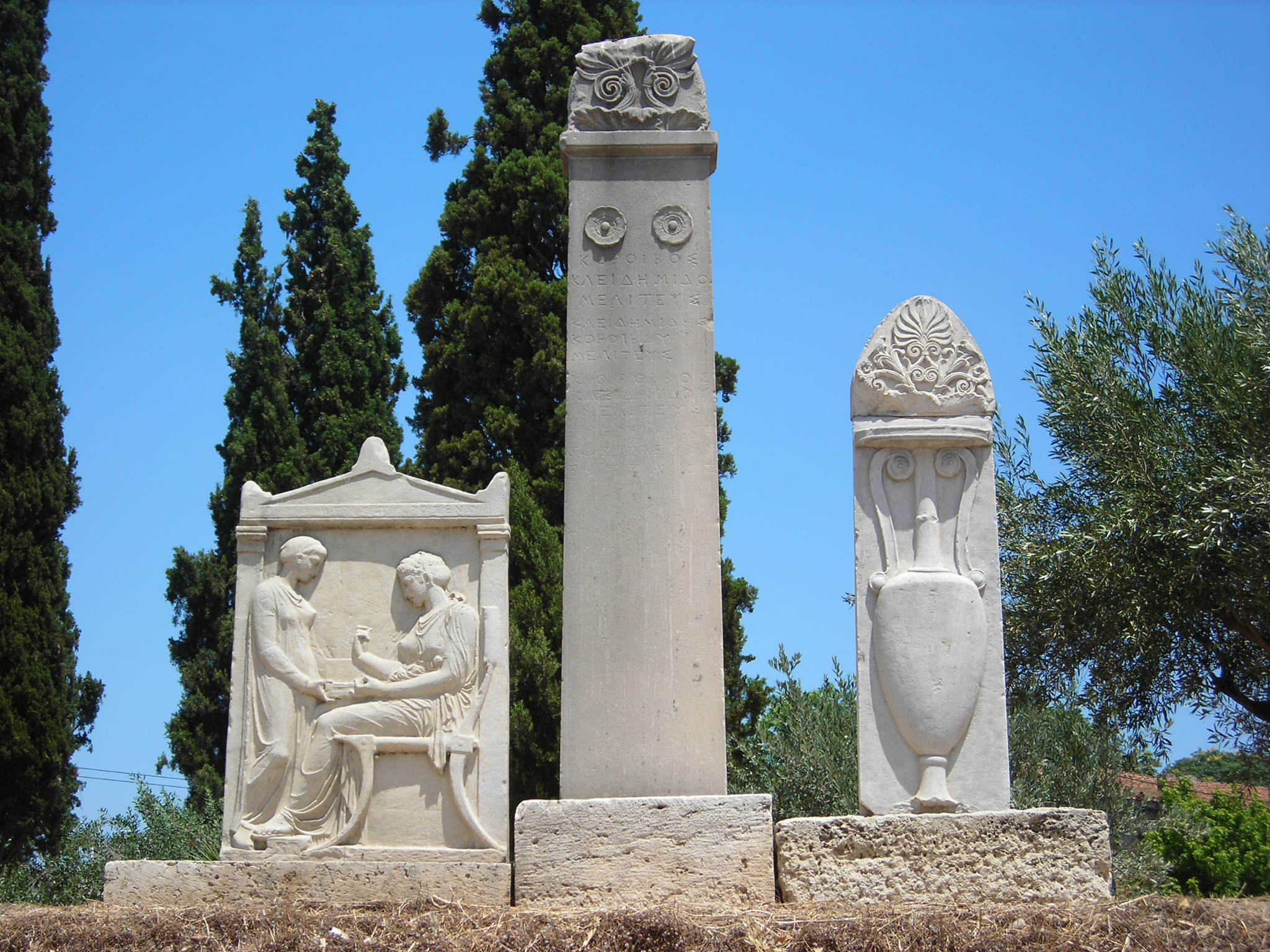
Надгробные стелы в Керамике, Афины
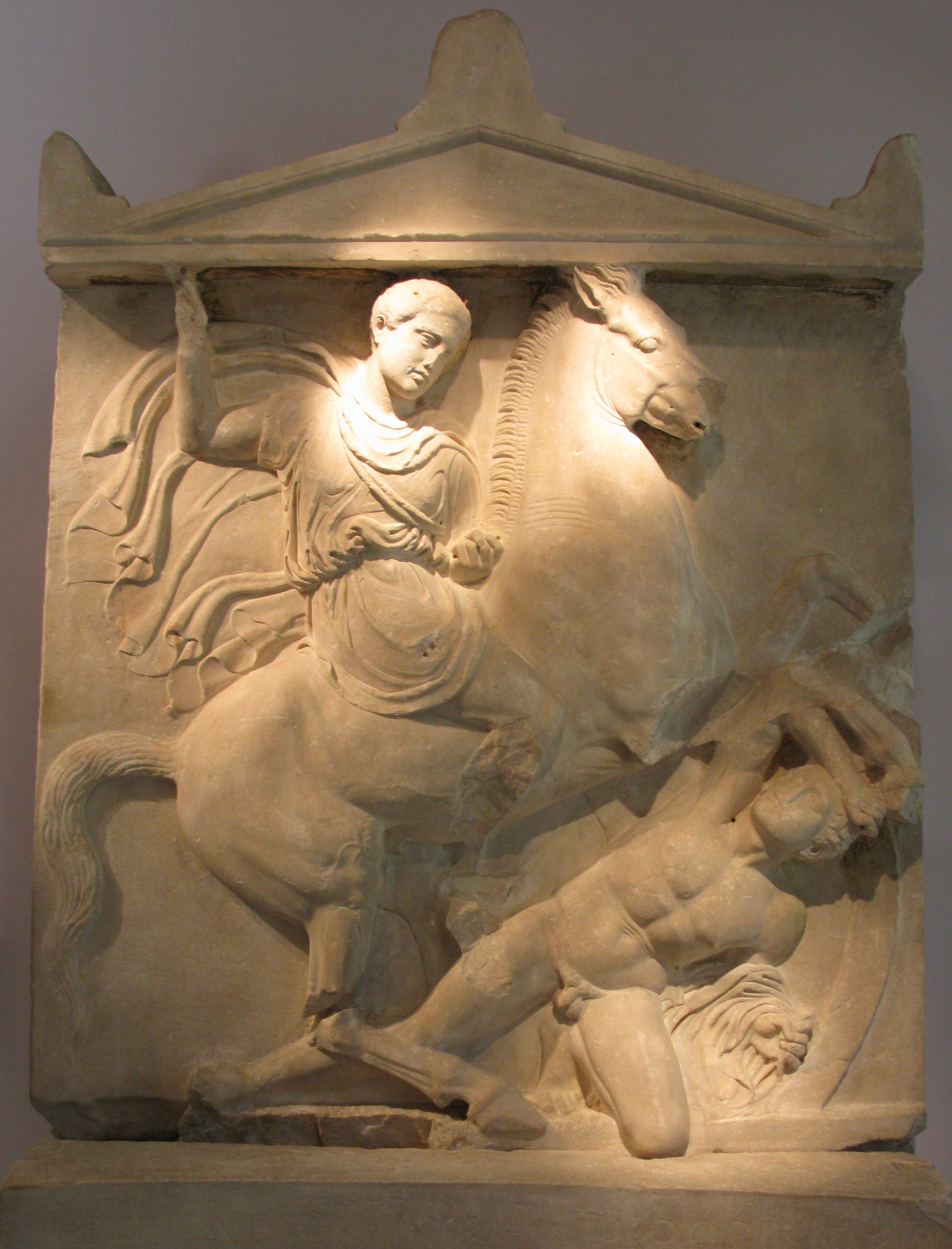
Надгробие Дексилея. Ок. 390 г. до н. э. Мрамор.
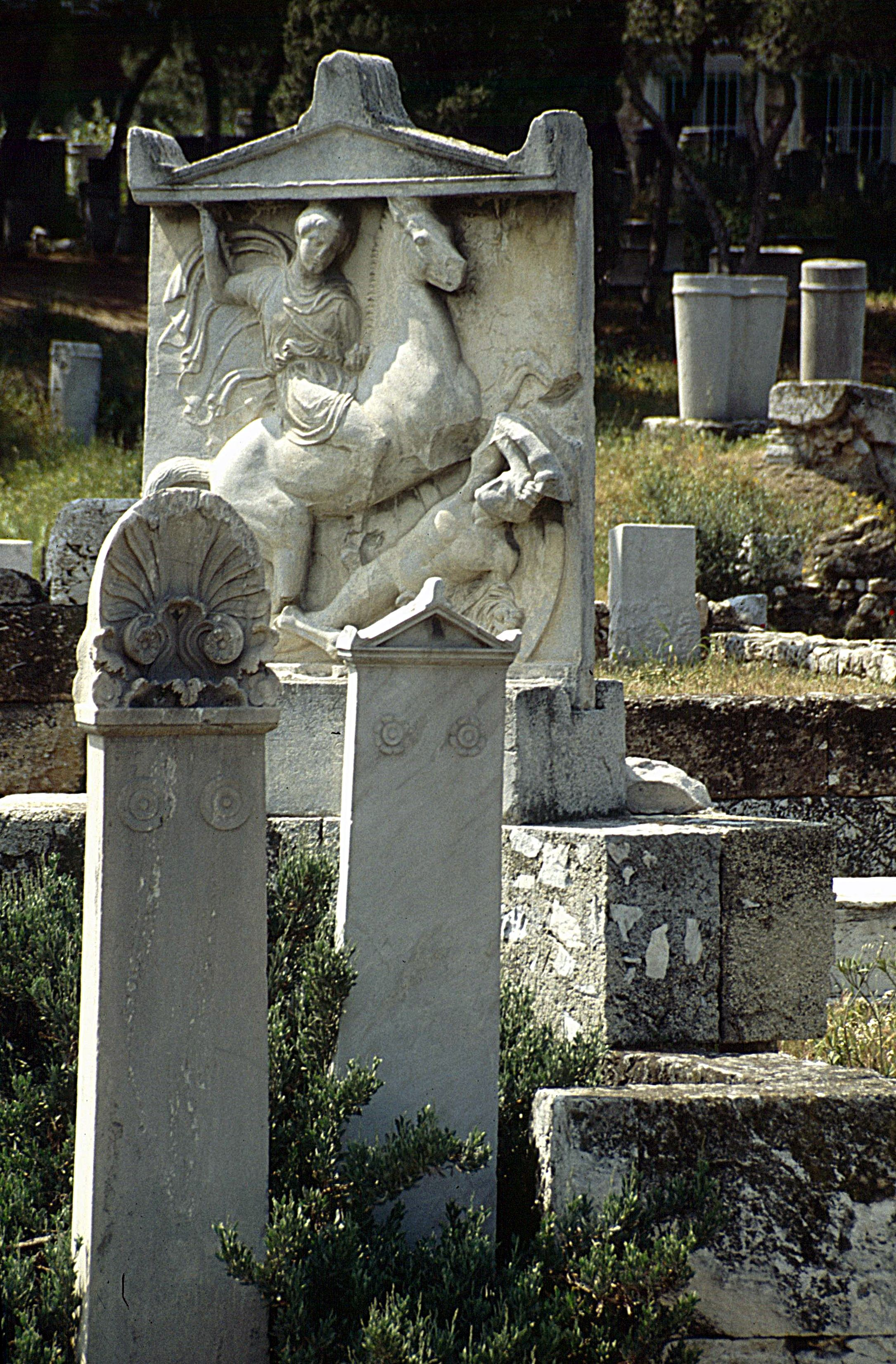
Копия Надгробия Дексилея и другие стелы на Дипилонском кладбище Афин
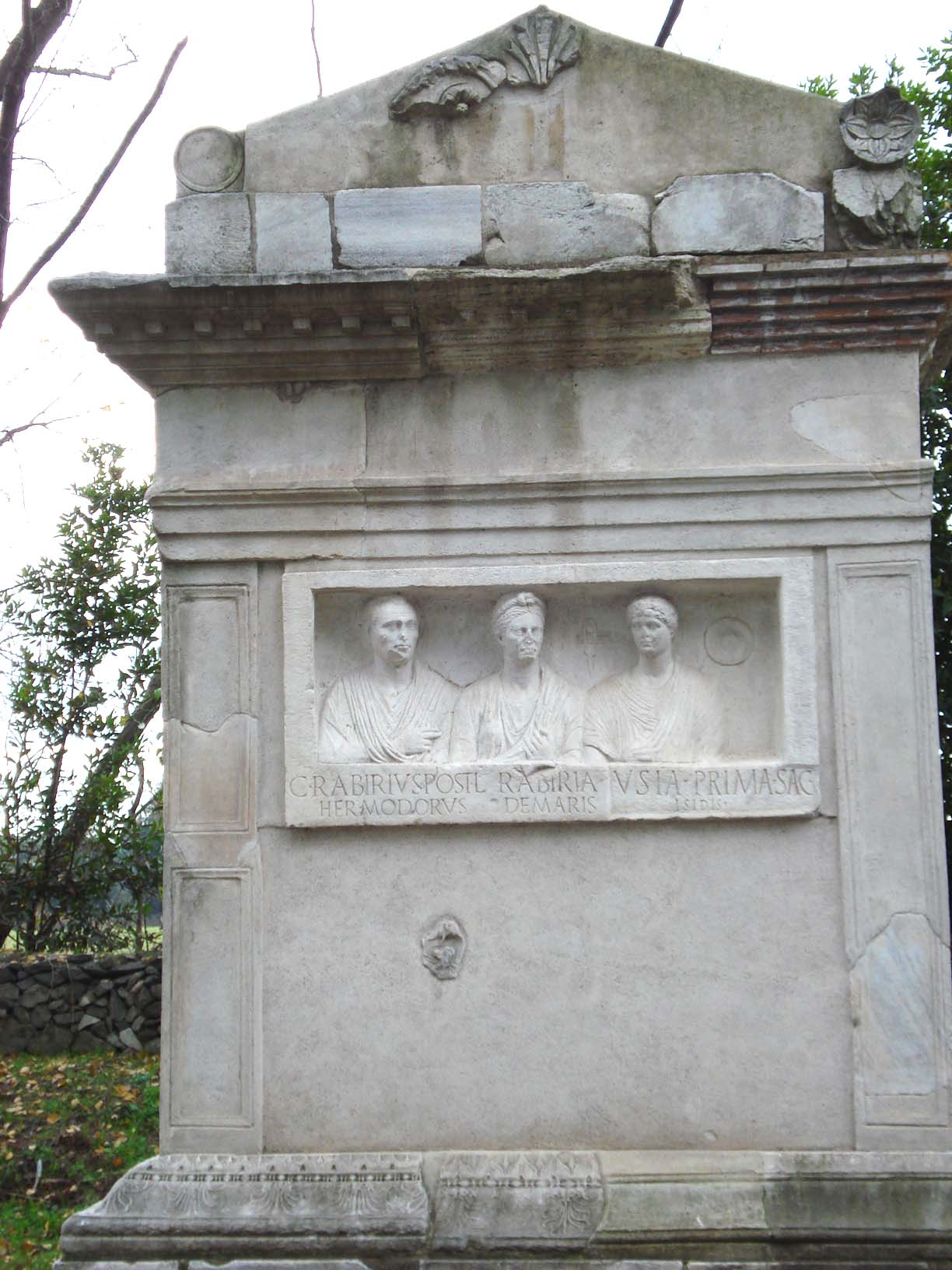
Надгробие Рабириев. Аппиева дорога, Рим
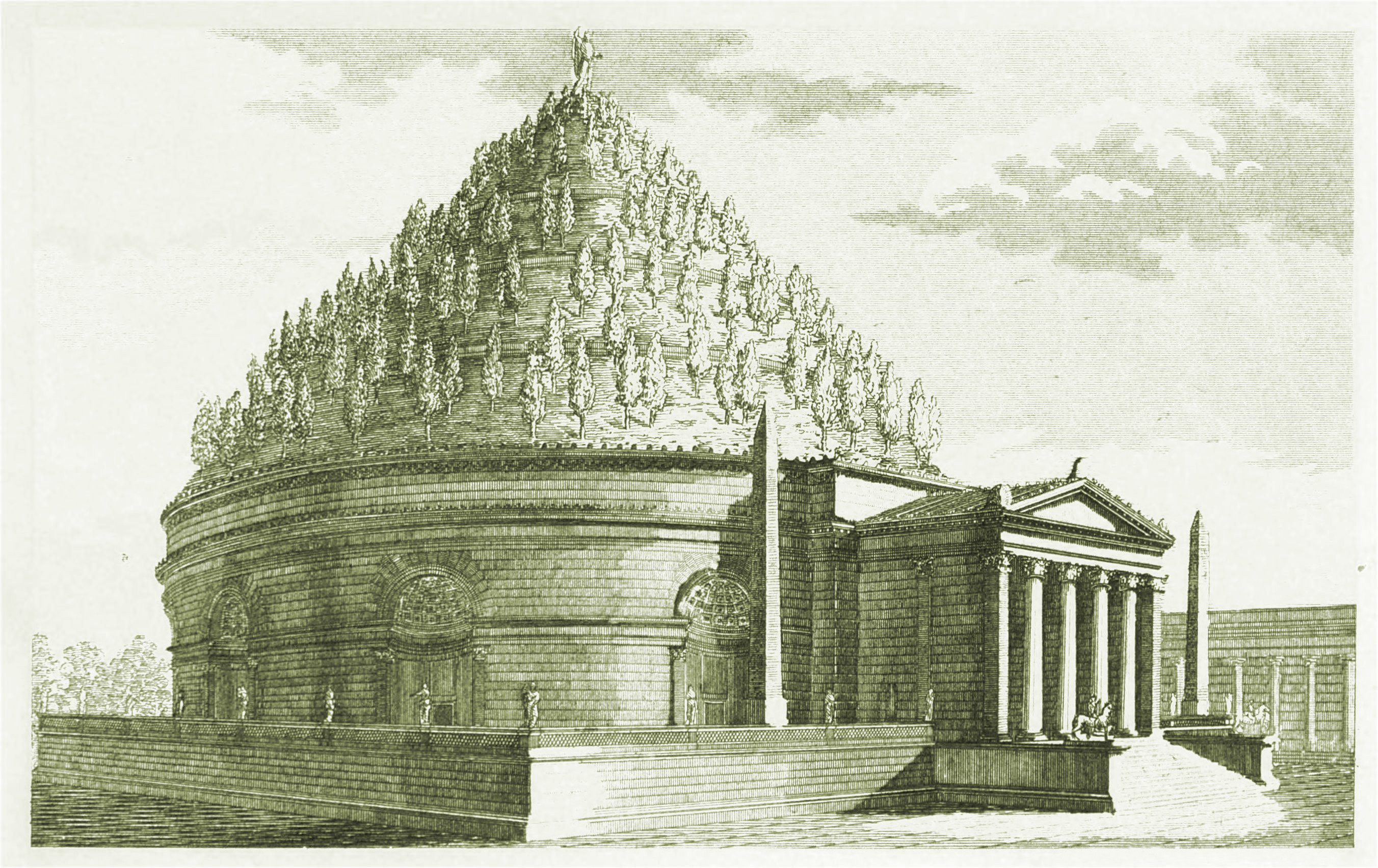
Mавзолей императора Августа в Риме. Реконструкция 1851 г.

В поздней античности над захоронениями знатных лиц возводили  мавзолеи, обычно центрические здания круглой формы. Так в Риме, на Марсовом поле, близ берега Тибра сохранились руины грандиозного Мавзолея императора Августа. Строение из травертина повторяло форму этрусских могильников — тумулусов: цилиндр диаметром 87 м, над ним возвышались барабаны меньшего диаметра, их общая высота составляла 44 м, последний был увенчан кубической усыпальницей со статуей императора, вокруг мавзолея находилась терраса с колоннами. Мавзолей строили в 28—23 гг. до н. э. Схожую композицию имел мавзолей императора Адриана (ныне Замок Святого Ангела).
С конца II в. грандиозные мавзолеи вытесняют монументальные алтари башенного типа, часто с коническими навершиями, колоннами, рельефами и лапидарными надписями. Такие надгробные монументы именуют сепулькральными композициями (лат. sepulcrum — погребение). Благодарственные надгробия, сооружённые родственниками покойного, называли пиететами (лат. pietas — любовь, почитание, преданность). Однако чаще в качестве надгробного монумента использовали мраморные саркофаги, причём многократно. Эта традиция сохранялась и в раннее Средневековье. Кроме того, в Средние века возводили мартириумы, сантуарии, кивории типа восточного балдахина. Такие надгробия устанавливали в аркосолиях (специальных арочных нишах) нефов и отдельных капеллах христианских храмов. В средневековой и ренессансной Италии скульптурные надгробия знатных горожан приобретали форму сложной архитектоника архитектонической композиции и иногда занимали всю стену нефа. Саркофаги поднимали на значительную высоту на консолях или колоннах, над ним помещали ложе с лежащей фигурой усопшего, окружённого аллегорическими статуями и рельефами, а подчас и конную статую кондотьера или венецианского дожа.

## Архитектонические надгробия

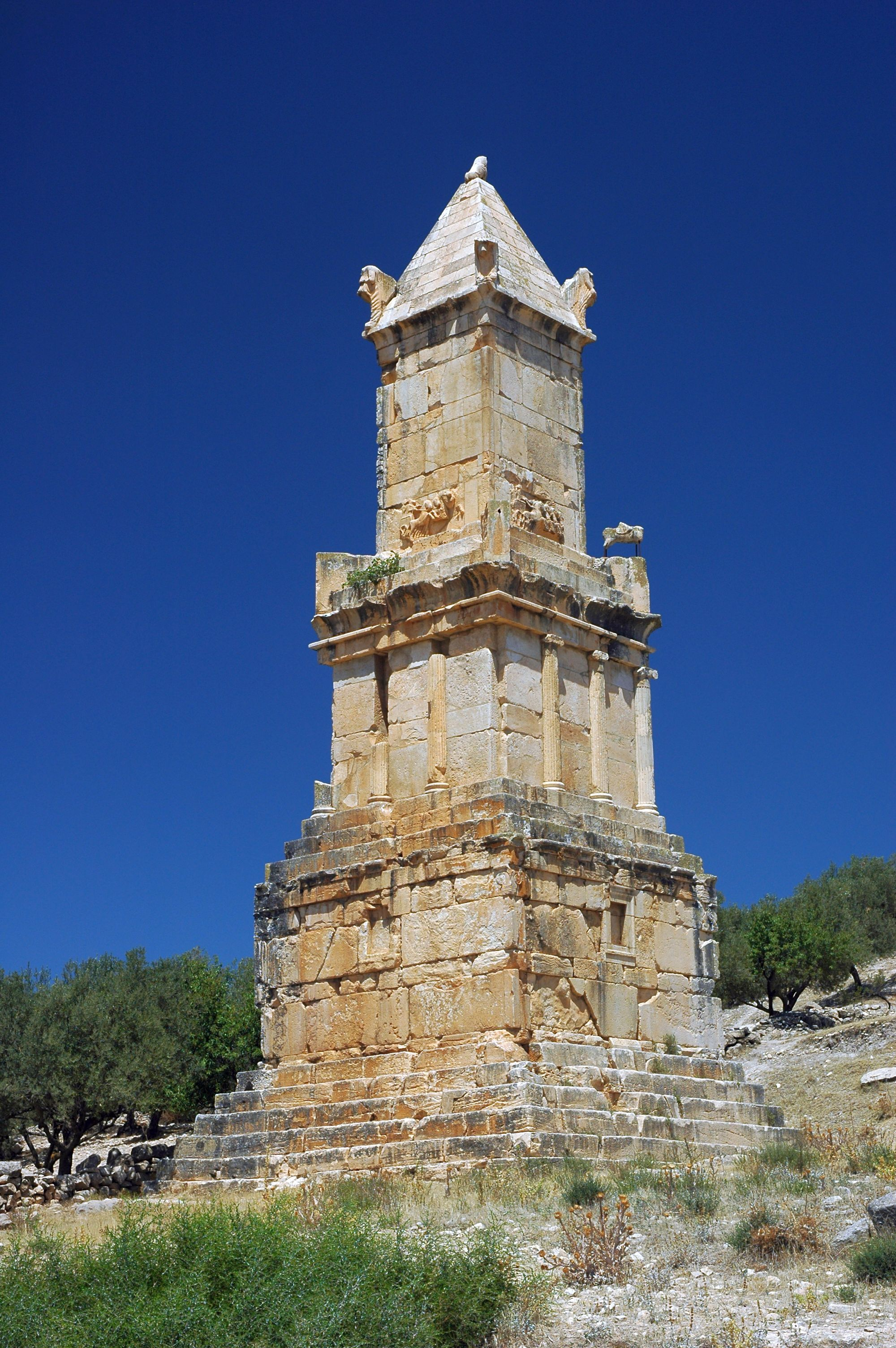
Мавзолей в Дугге, Северная Африка. II в. до н. э.
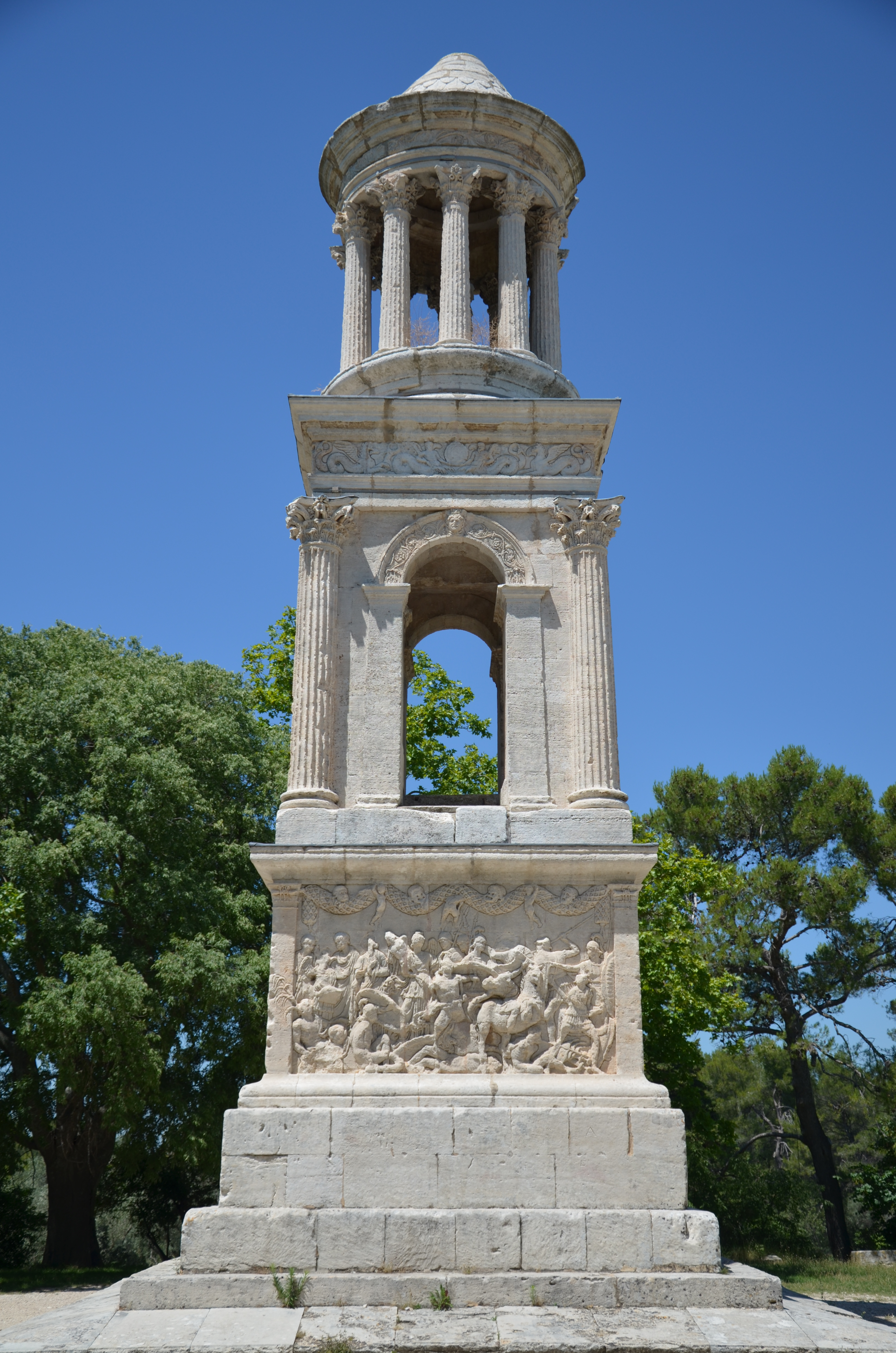
Монумент сыновей Гая Юлия в Глануме, Южная Франция. 30—20 гг. до н. э.
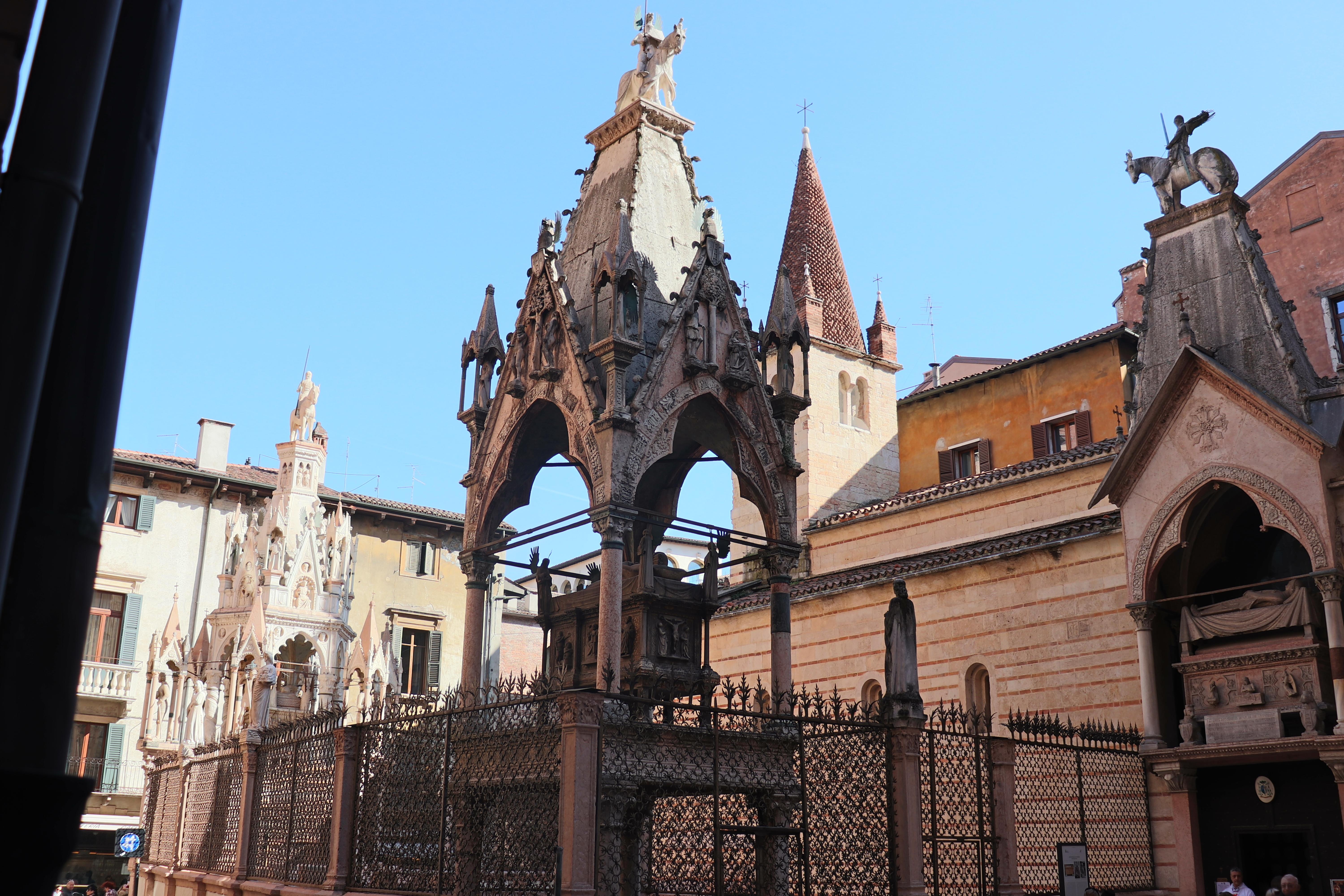
Арки Скалигеров. XIII—XIV в. Верона
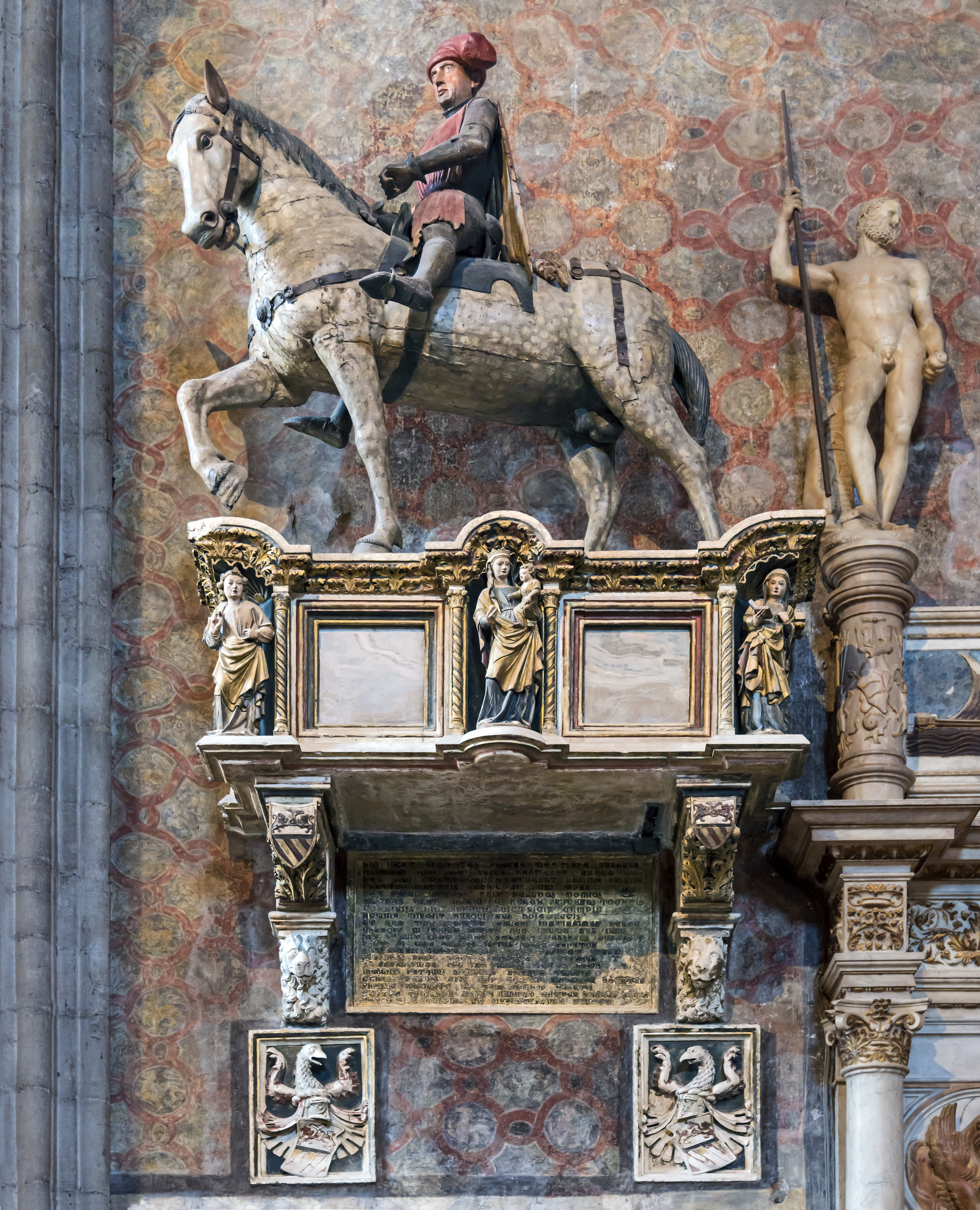
П. Ломбардо. Монумент Паоло Савелли. 1405. Базилика Санта-Мария-Глорьоза-дей-Фрари, Венеция
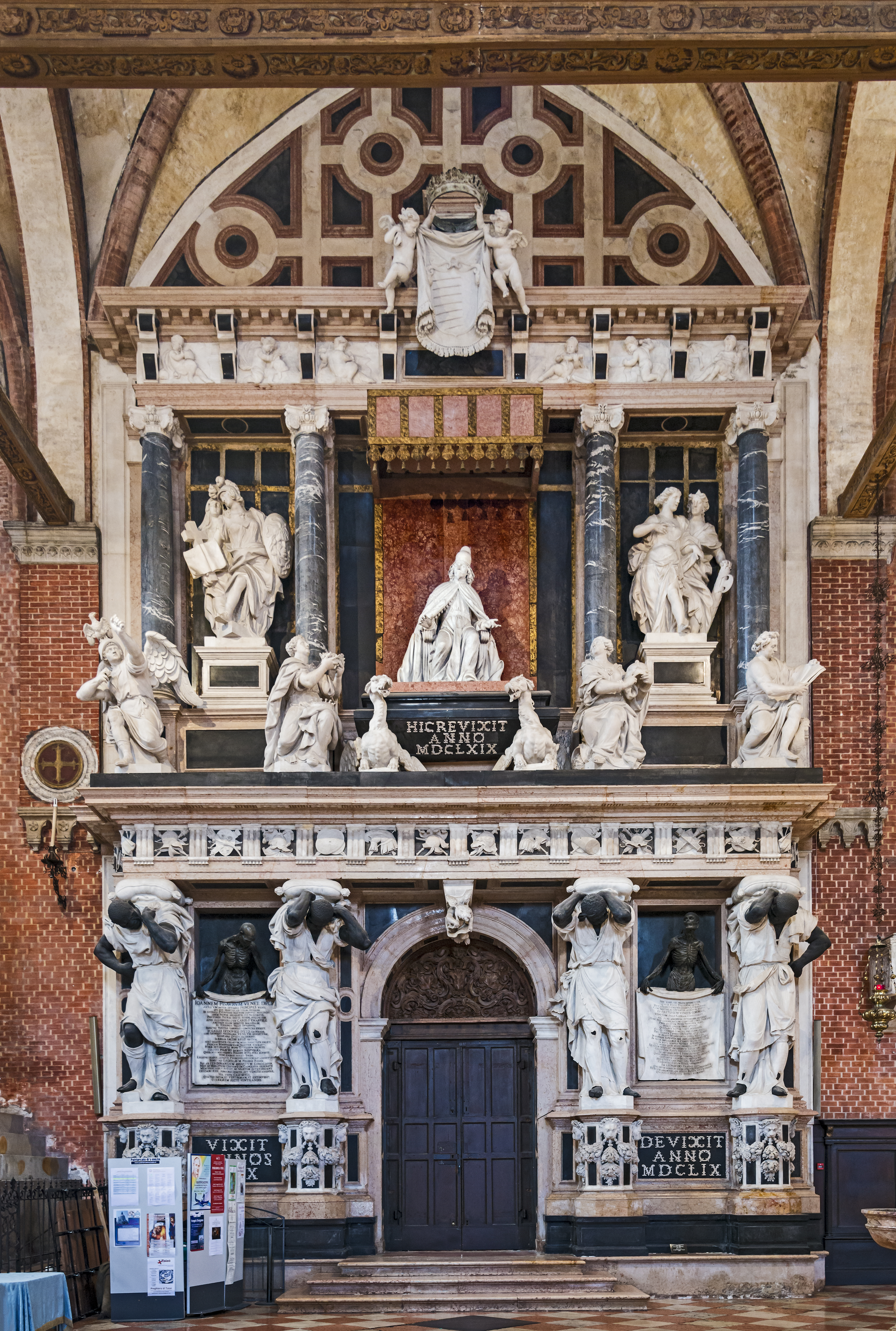
Б. Лонгена и Джусто Ле Курт. Монумент дожу Джованни Пезаро. 1665—1669. Базилика Санта-Мария-Глорьоза-дей-Фрари, Венеция
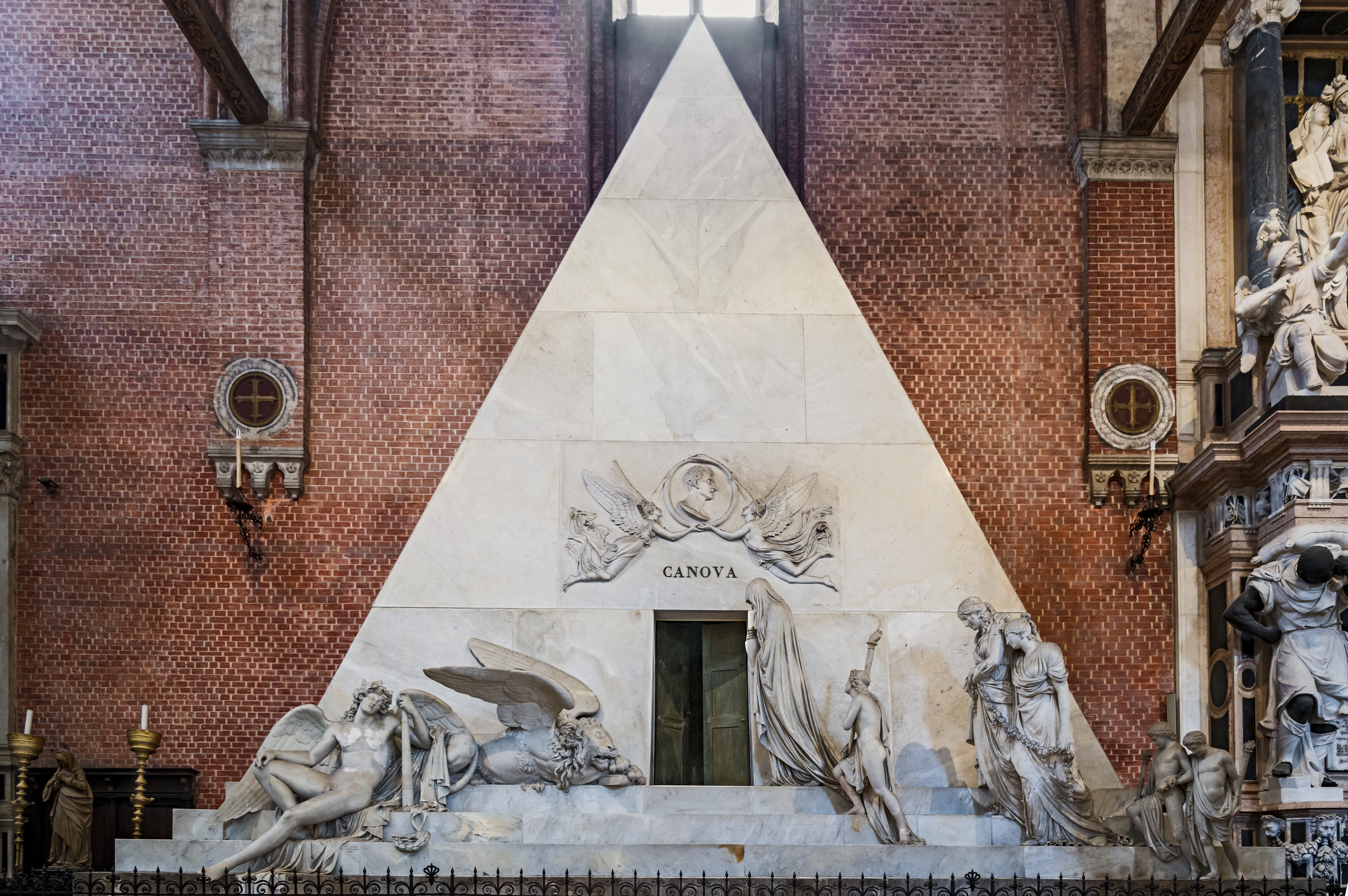
Надгробие А. Кановы. 1827 (по проекту Кановы 1794 года для памятника Тициану). Базилика Санта-Мария-Глорьоза-дей-Фрари, Венеция
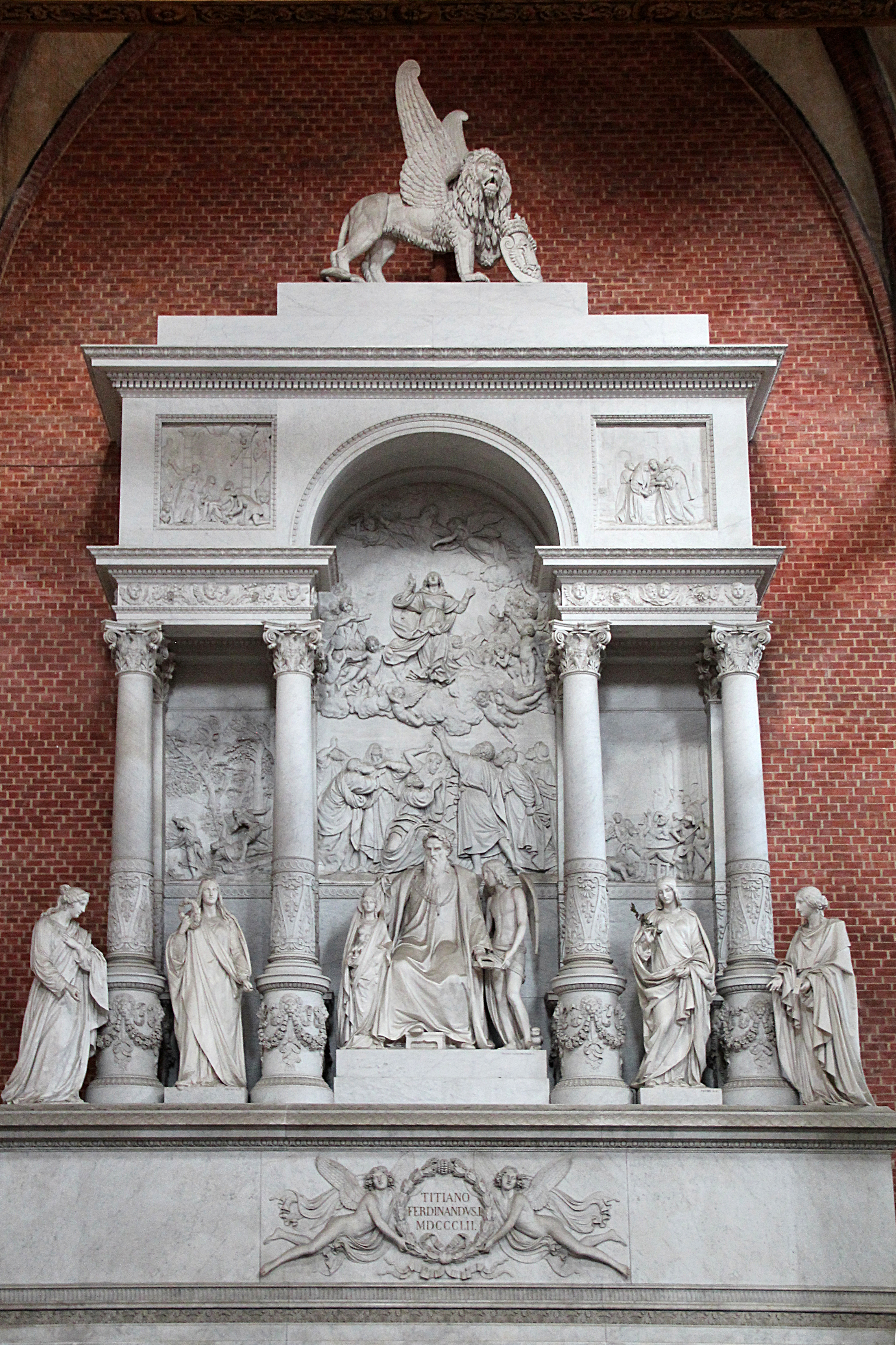
Л. и П. Зандоменеги. Памятник Тициану. 1838—1852. Базилика Санта-Мария-Глорьоза-дей-Фрари, Венеция
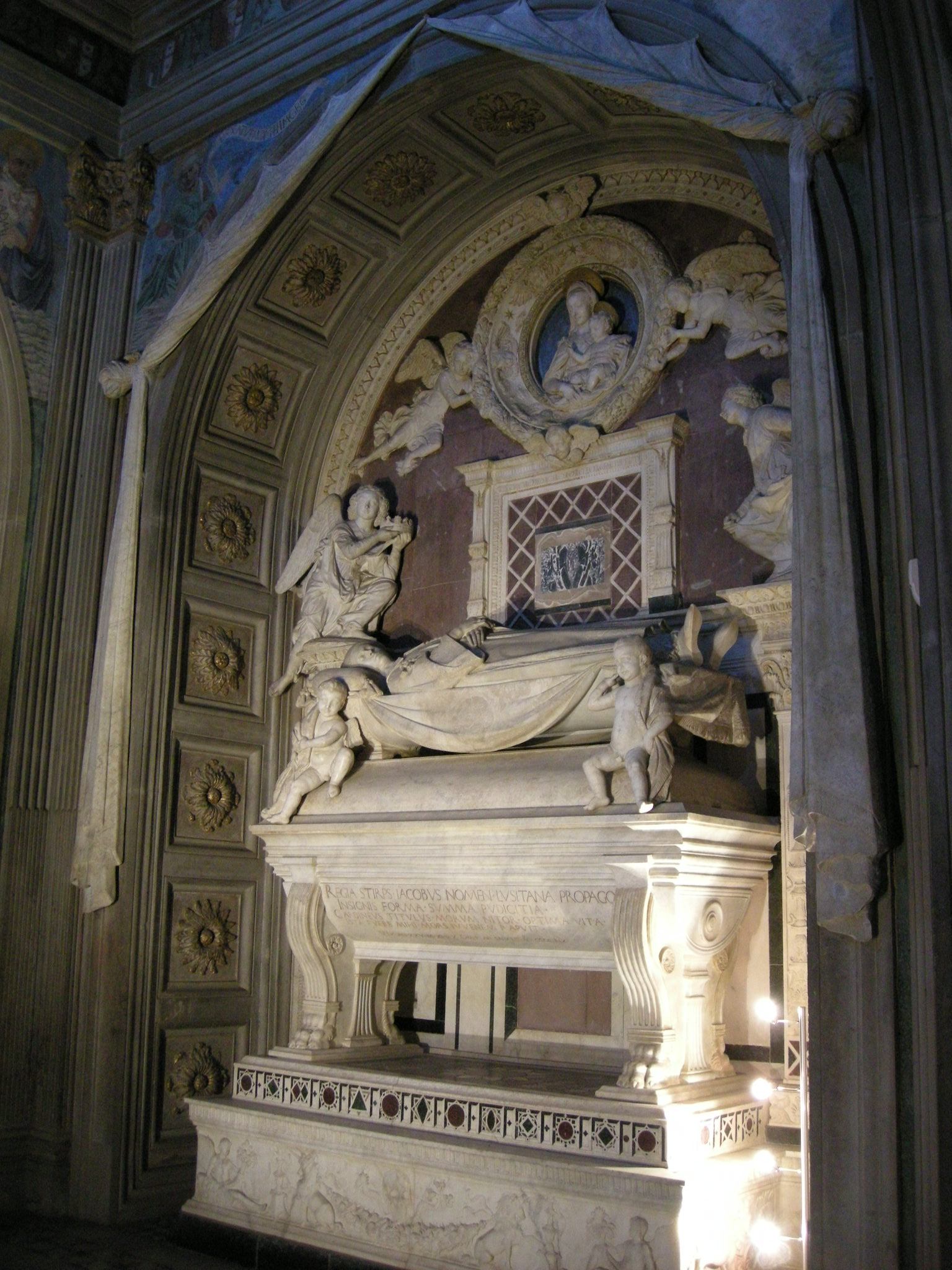
Б. Росселлино. Надгробие кардинала Португальского. 1461. Церковь Сан-Миниато-аль-Монте, Флоренция

В искусстве Северного Возрождения сложилось течение, основанное на натуралистических традициях североевропейской готики, с особенным пристрастием к изображению бренностей плоти, разложения тела, ужасных скелетов и темы «Пляски смерти». В период, когда в обществе обозначилась сильная тревога перед лицом смерти в религиозных и междоусобных войнах, возникло стремление к натуралистическому изображению смерти, выразившееся в мрачной направленности надгробных памятников, называемых эффигиями (лат. effigies — изображение, буквальное отражение, кукла), — жанровой форме надгробий композиционного типа транзи (фр. transi — оцепеневший), в которых тело показывали лежащим, как бы спящим, но с портретными чертами усопшего. Эффигия точно соответствовала внешности покойника и это сходство побуждало людей к поминальным молитвам об умершем, обеспечивавшим, как тогда считалось, более быстрое искупление его души от мук чистилища.
В Италии, напротив, классические традиции были сильны, в частности в скульптурных надгробиях, и сохранялись на протяжении всего Средневековья. Таковы, к примеру, Арки Скалигеров в Вероне. Выдающийся конный памятник Гаттамелате, установленный перед Базиликой дель Санто (Святого Антония) в Падуе работы скульптора Донателло является одновременно кенотафом знаменитого кондотьера.
Шедевром мирового искусства считается мраморное надгробие Иларии дель Карретто работы выдающегося скульптора раннего итальянского Возрождения Якопо делла Кверча (1406—1408). Выдающимися произведениями скульптуры и, одновременно, монументального надгробия являются творения великого Микеланджело Буонарроти: Гробница Медичи во Флоренции и частично осуществлённый проект надгробия папы Юлия II в Ватикане.
Интенсивное развитие русского академического искусства и, в частности, школы скульптурного надгробия последней трети XVIII века в творчестве Ф. Г. Гордеева, И. П. Мартоса, Ф. Ф. Щедрина, М. И. Козловского, И. П. Прокофьева привело к появлению многих шедевров, сочетающих традиции западноевропейского классицизма и русского чувства формы.

## Скульптурные надгробия

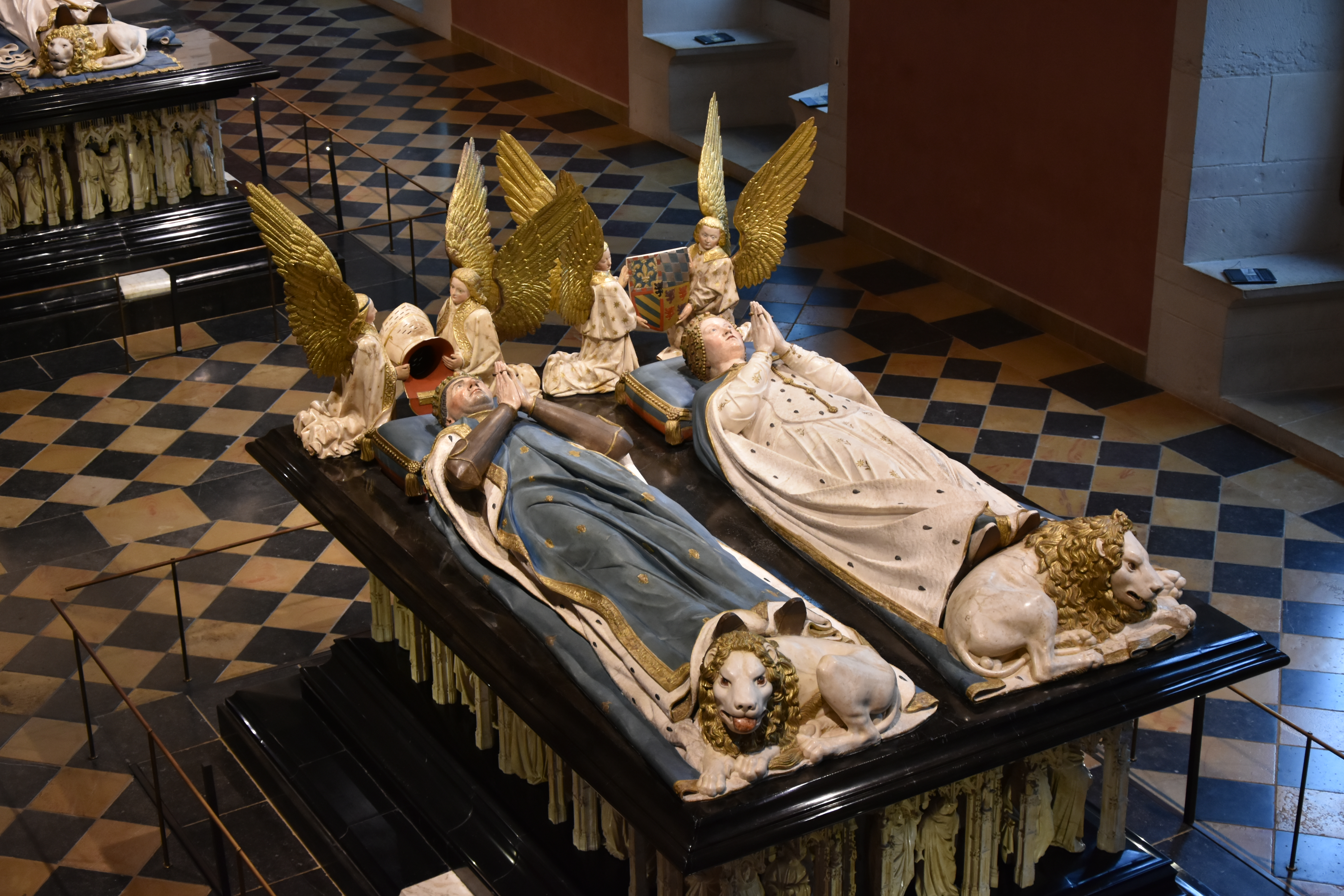
А. Лемуатюрье. Надгробие Иоанна I Бургундского и Маргариты Баварской. 1410. Мрамор, алебастр, роспись. Монастырь Шанмоль, Дижон
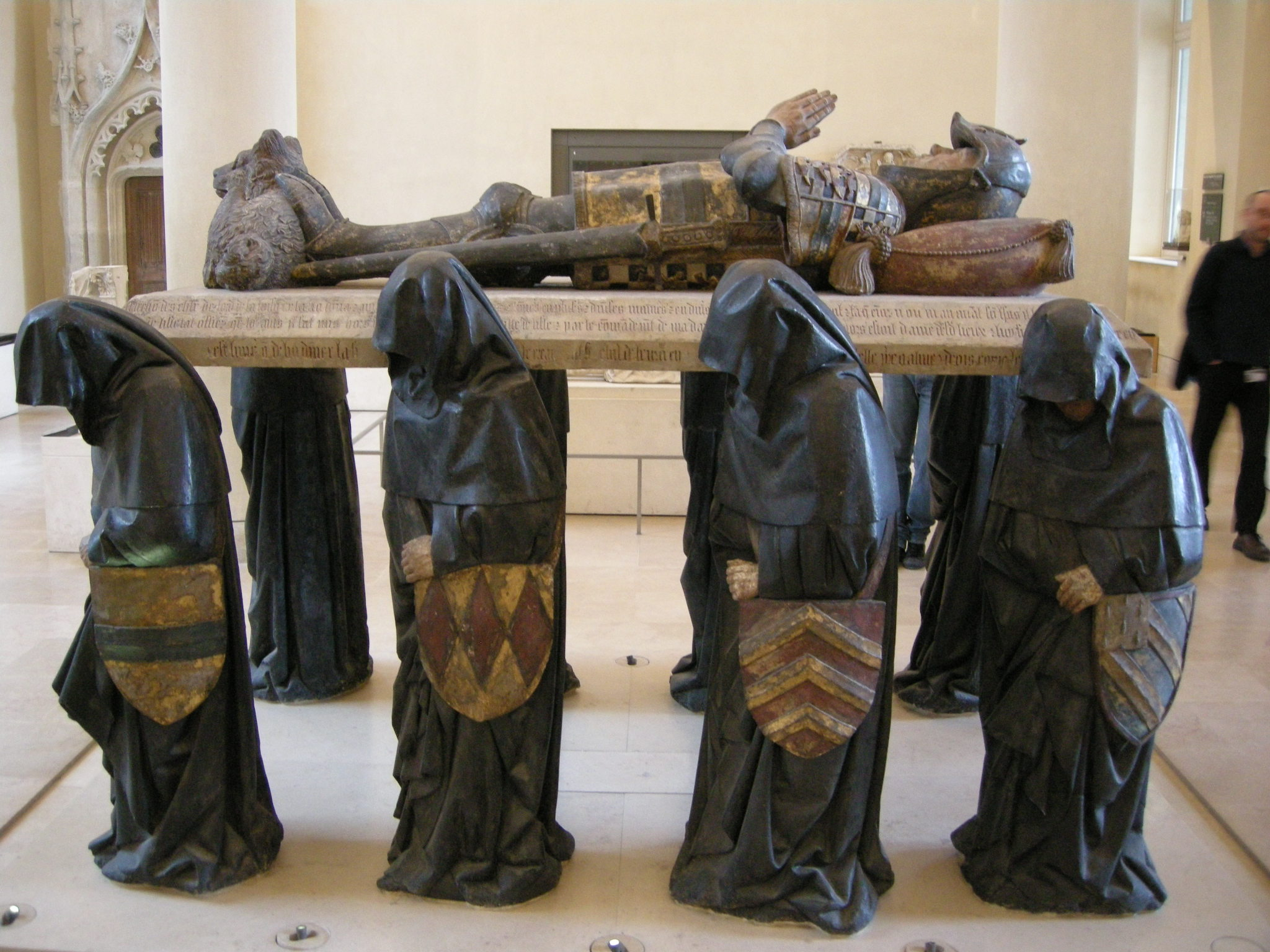
А. Лемуатюрье. Надгробие бургундского сенешаля Филиппа По. 1483. Известняк, роспись. Лувр, Париж
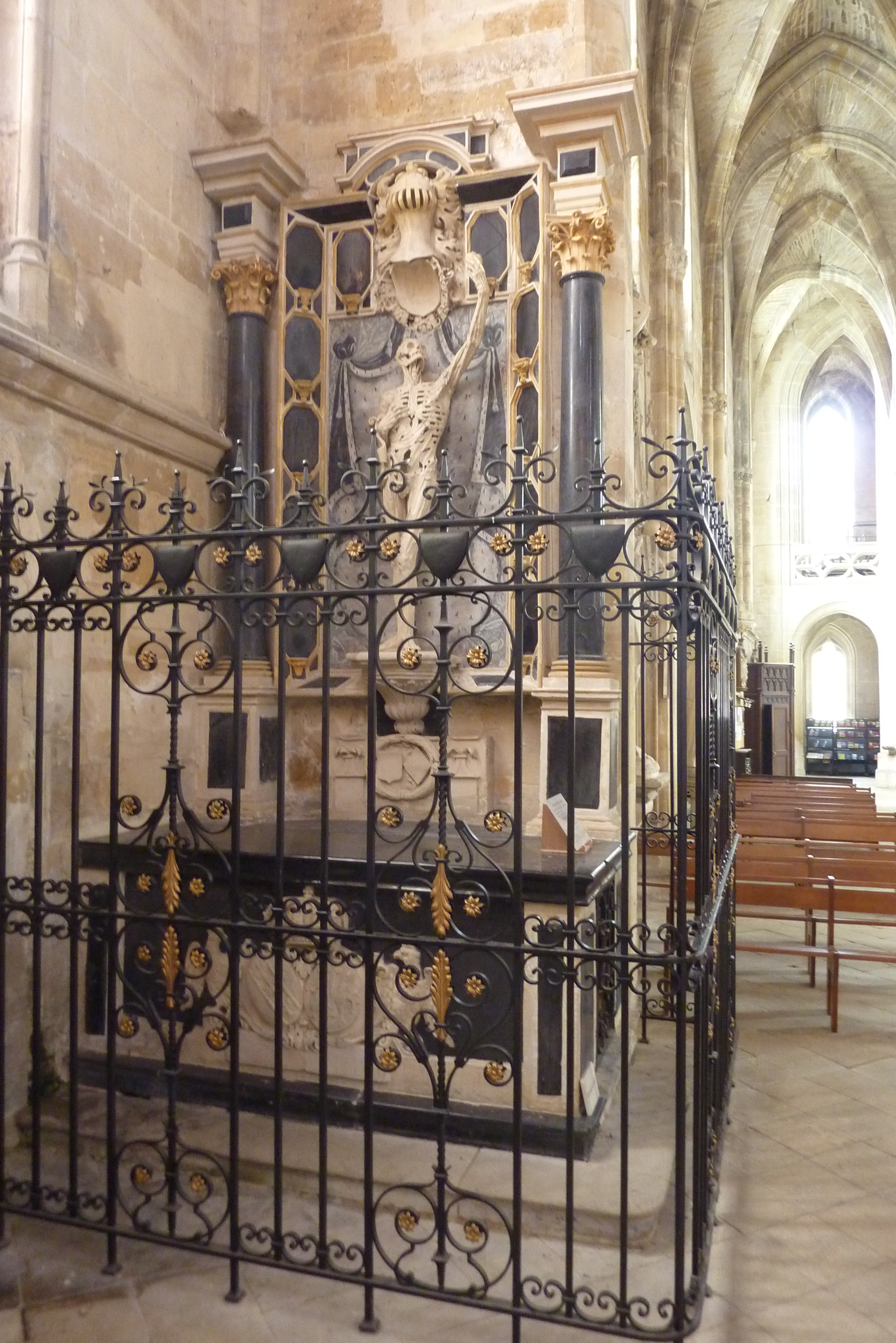
Памятник сердцу Рене де Шалона. Транзи. Ок. 1547. Церковь Сент-Этьенн, Бар-ле-Дюк, Франция
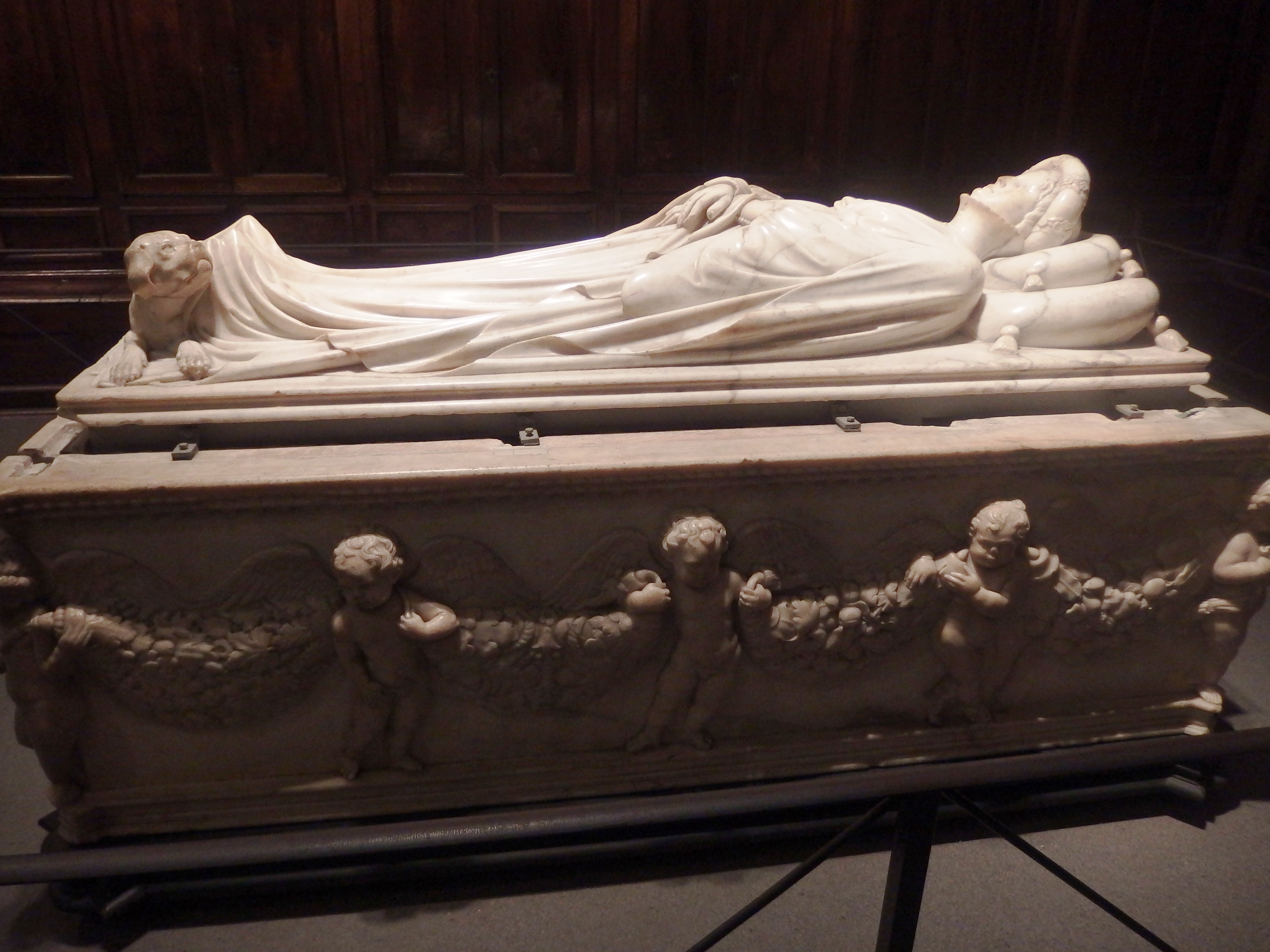
Якопо делла Кверча. Надгробие Иларии дель Карретто. 1406—1408. Музей произведений искусства собора Сан-Мартино, Лукка
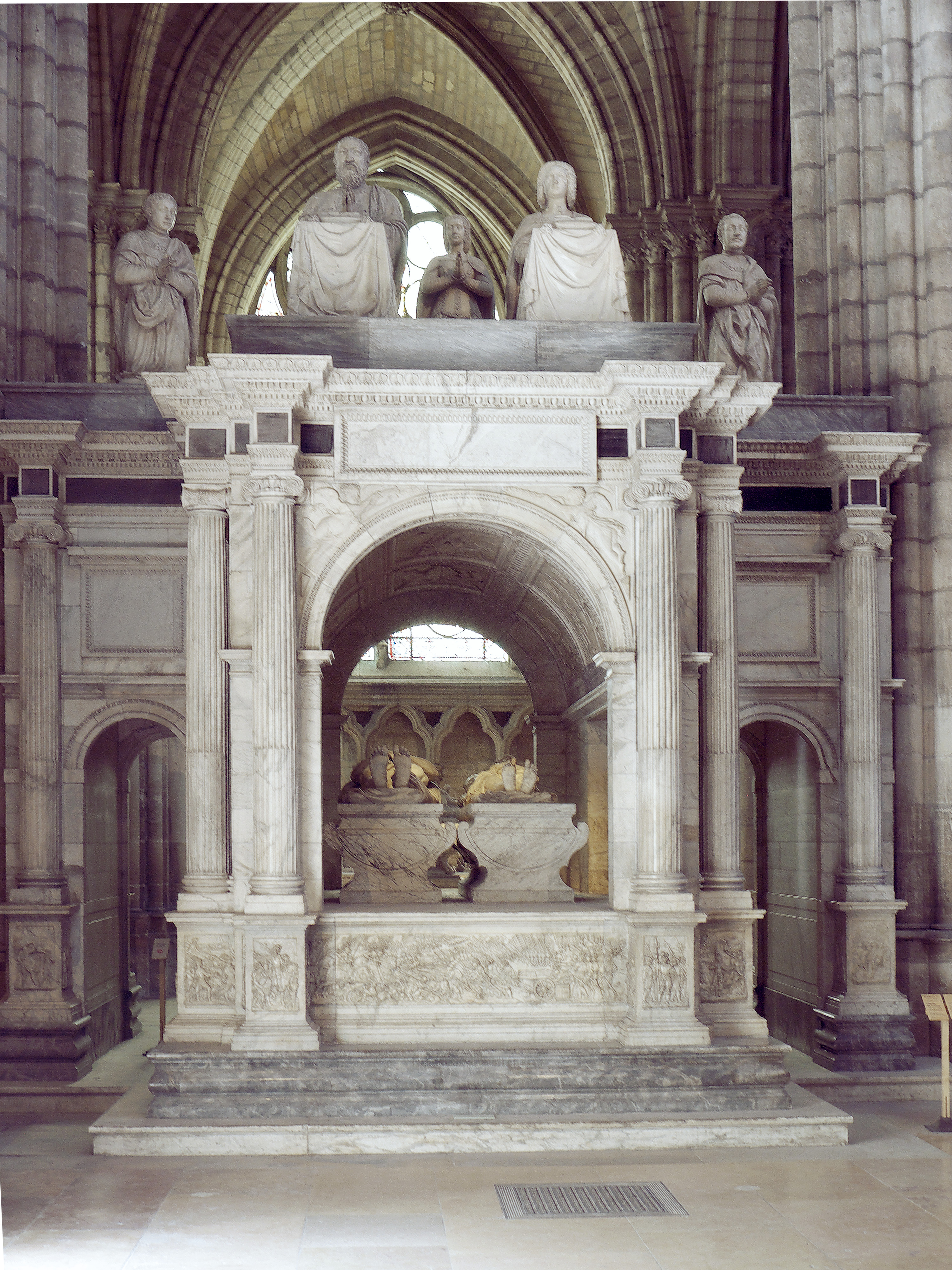
Надгробие Франциска I и Клод Французской. Архитектор Ф. Делорм, скульптор П. Бонтан. 1558. Базилика Сен-Дени, Париж
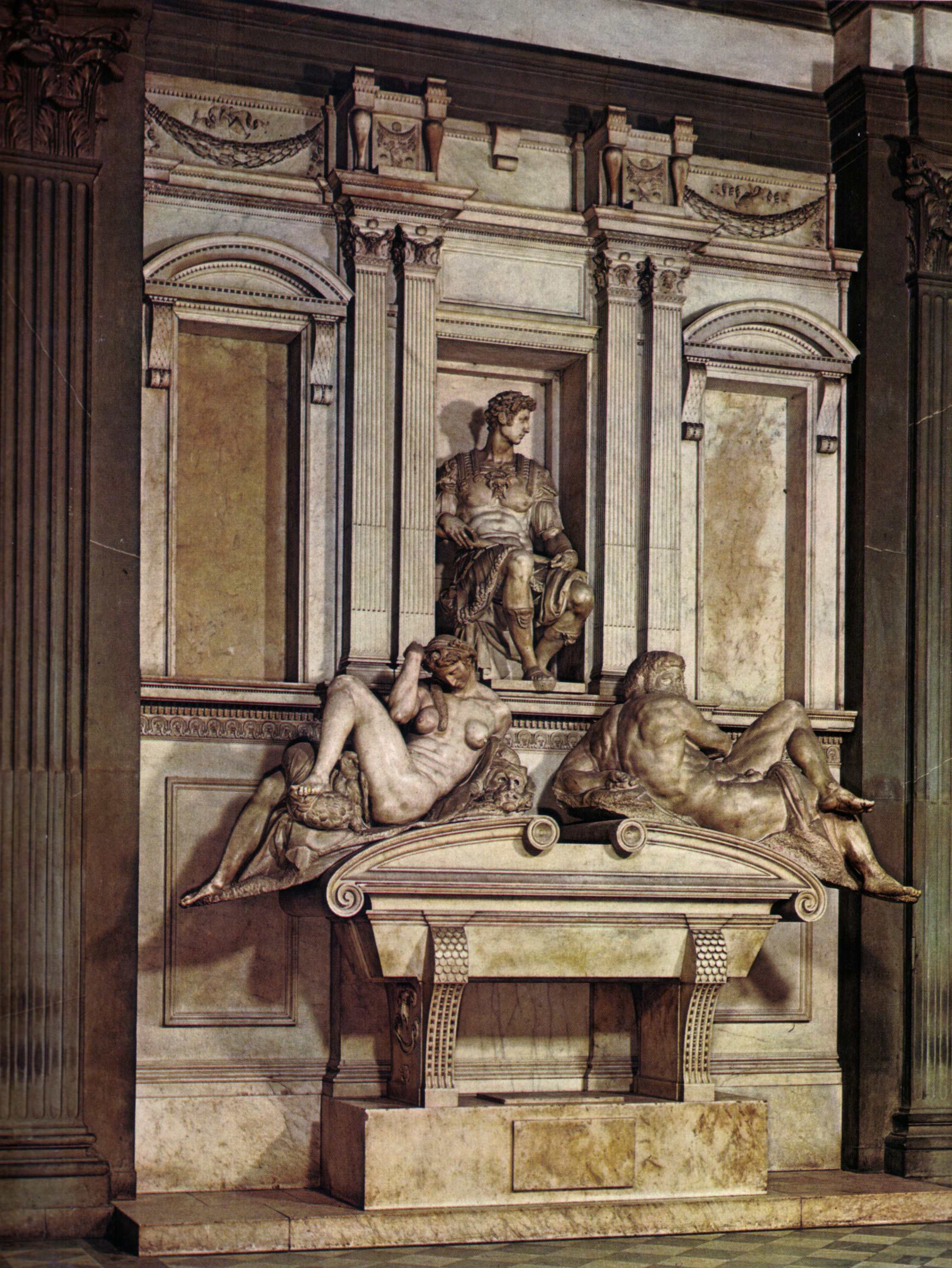
Микеланджело Буонарроти. Надгробие Джулиано Медичи, герцога Немурского. 1519—1535. Капелла Медичи, Флоренция
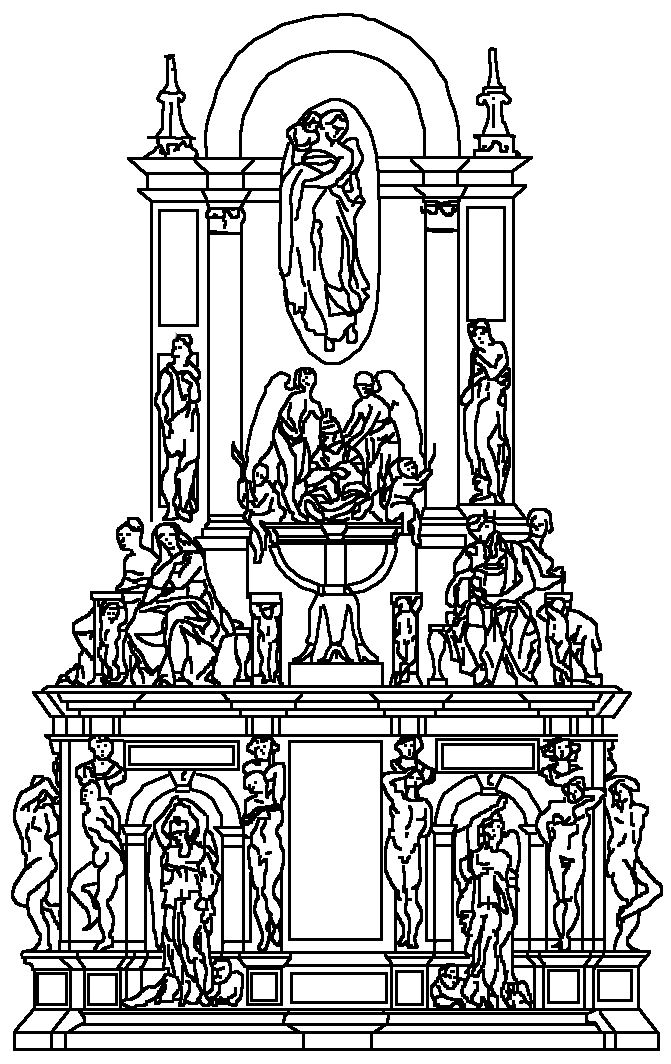
Микеланджело Буонарроти. Реконструкция второго проекта гробницы папы Юлия II 1513 года
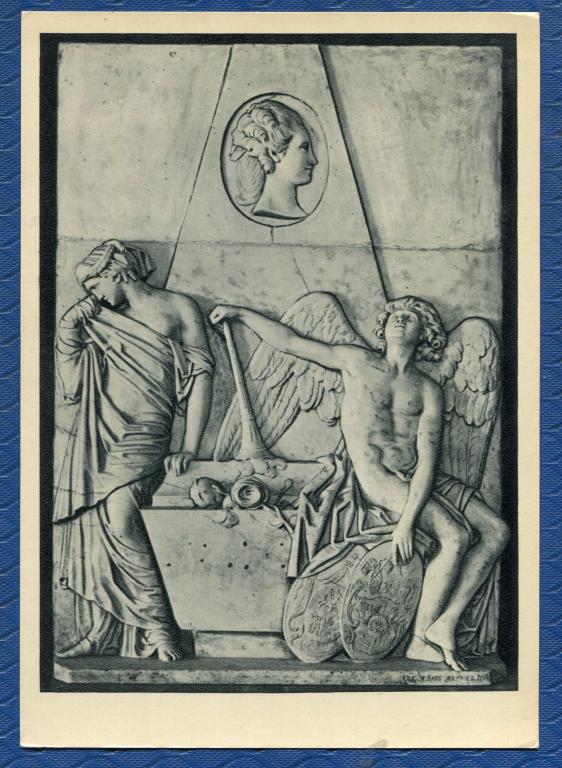
И. П. Мартос. Надгробие М. П. Собакиной. 1782. Мрамор. Донской монастырь, Москва
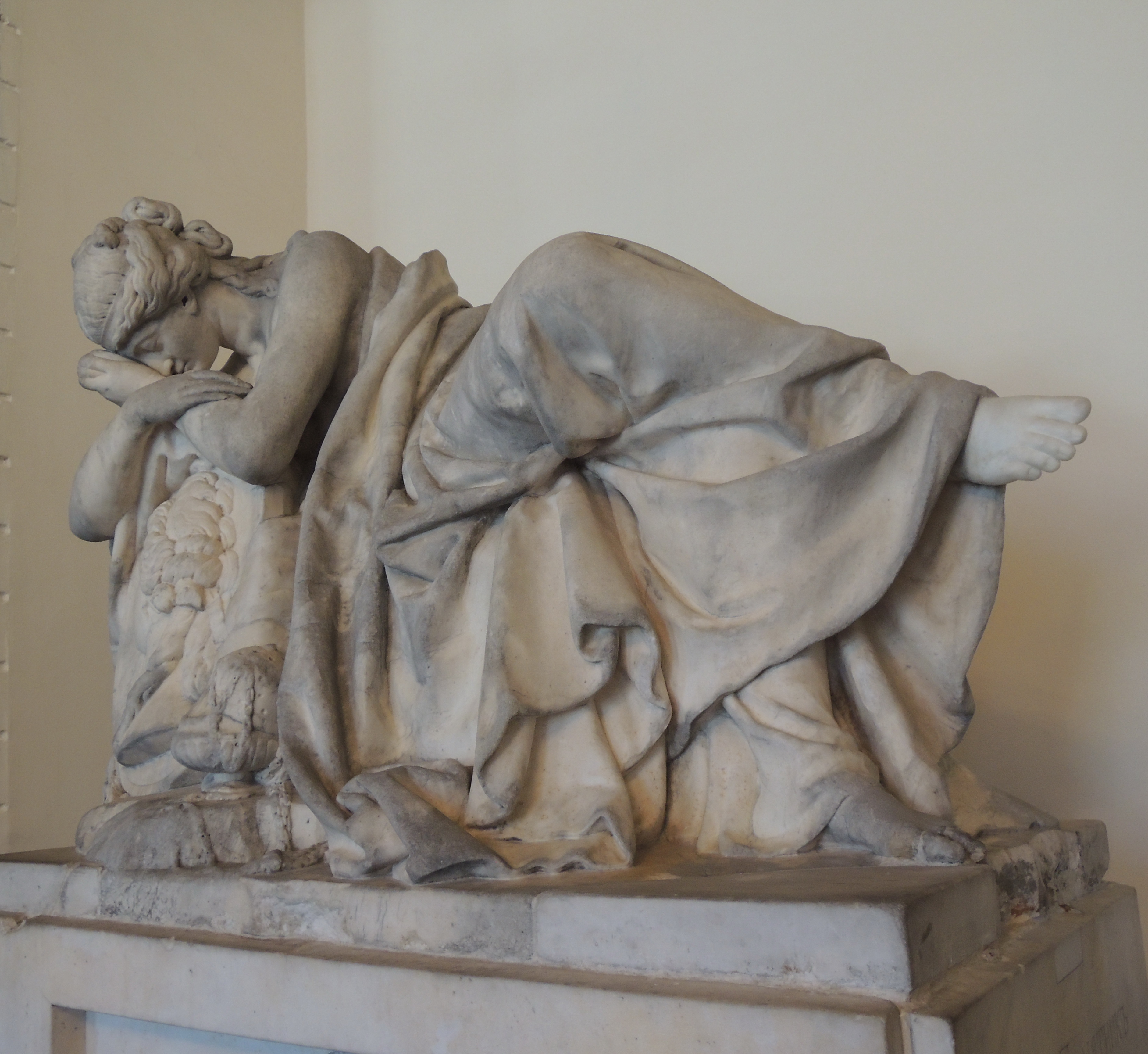
И. П. Мартос. Надгробие Е. С. Куракиной. 1792. Мрамор. Благовещенская усыпальница Александро-Невской лавры. Санкт-Петербург

## Разновидности надгробий-символов

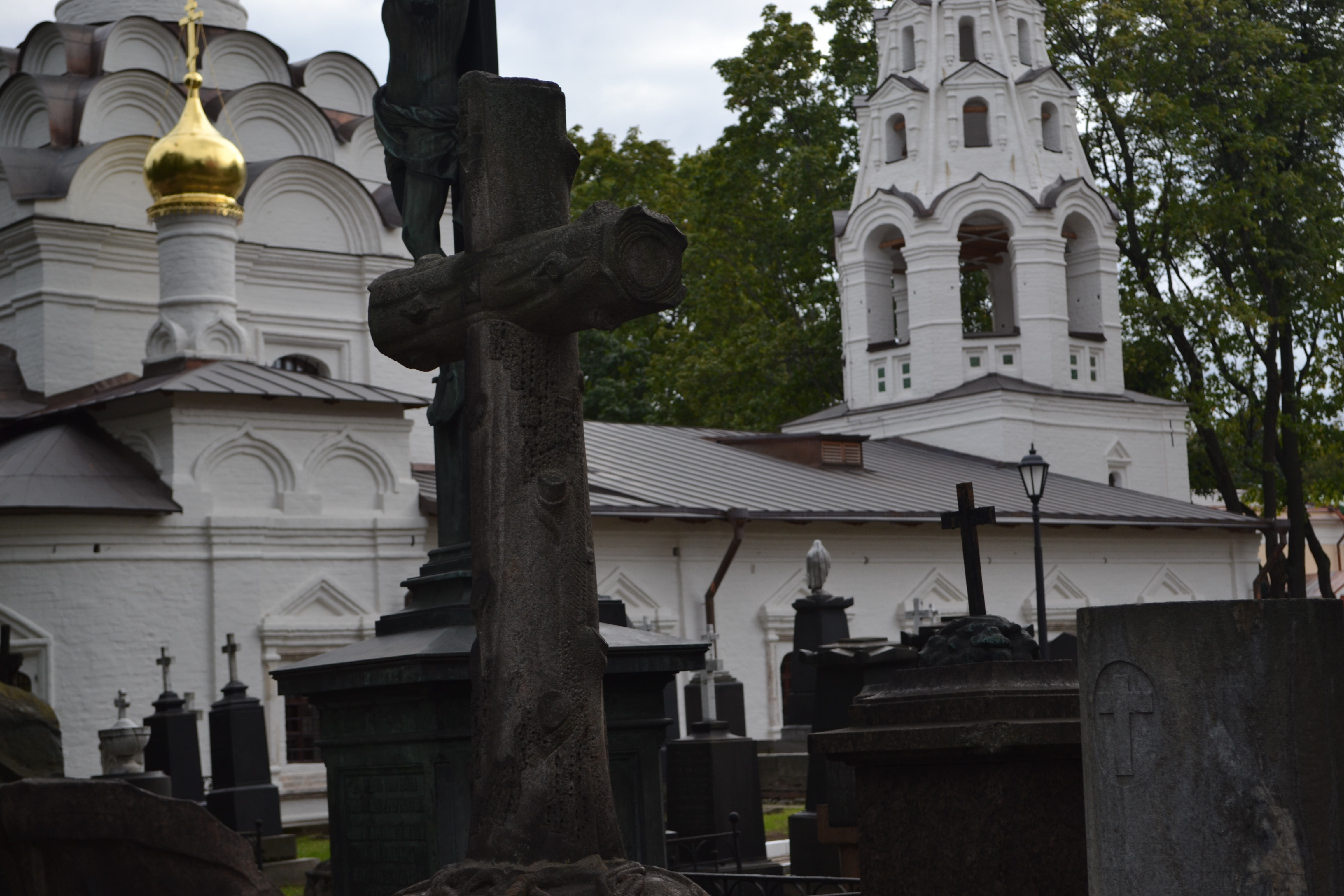
Надгробие в форме дерева

Самые распространённые виды символических надгробий — стела, плита и крест. Их выбор зависит от многих факторов, таких как социальный статус, материальное положение, национальность, религиозная конфессиональность усопшего.
Крест ставят на христианских могилах. Вид креста зависит от конфессии христианства, которой придерживался покойный. Распространён в Восточной Европе (в западных странах тело хоронят под стелу), а также — во время общих и экстренных захоронений; в последнее время, крест часто устанавливают в качестве временного надгробного знака. Делается, в основном, из дерева (хотя встречаются и надгробные памятники в виде каменных крестов).
Стела — наиболее распространённая разновидность символических надгробий. Устанаваливается на могилах усопших всех вероисповеданий, предусматривающих погребение в земле. Стелы могут быть любого размера, цвета и формы — от плоской плиты до кубического цоколя, от четырёхугольной до округлой. Также популярны стелы в виде «горбушки», полированные с передней стороны и колотые с другой. На обратной поверхности и торцах «горбушек» допустимо наличие сколов, следов от шурфов, следов бурения и т. п. Размеры «горбушек» как правило «плавающие». В католических странах и в Израиле стелы делают белого цвета, а в православных и протестантских — чёрного. Мусульмане предпочитают стелы белого или песчаного цвета.
Обелиск — высокая стела, заостряющаяся кверху — ставится в основном на братских могилах. Обелиски распространены и многочисленны. Устанавливаются в основном как монументы советским воинам.
Плита — распространённая разновидность надгробия. Отличается от стелы горизонтальным либо наклонным положением. Плиты распространены в большей степени в католических и протестантских странах, хотя имеются исключения.

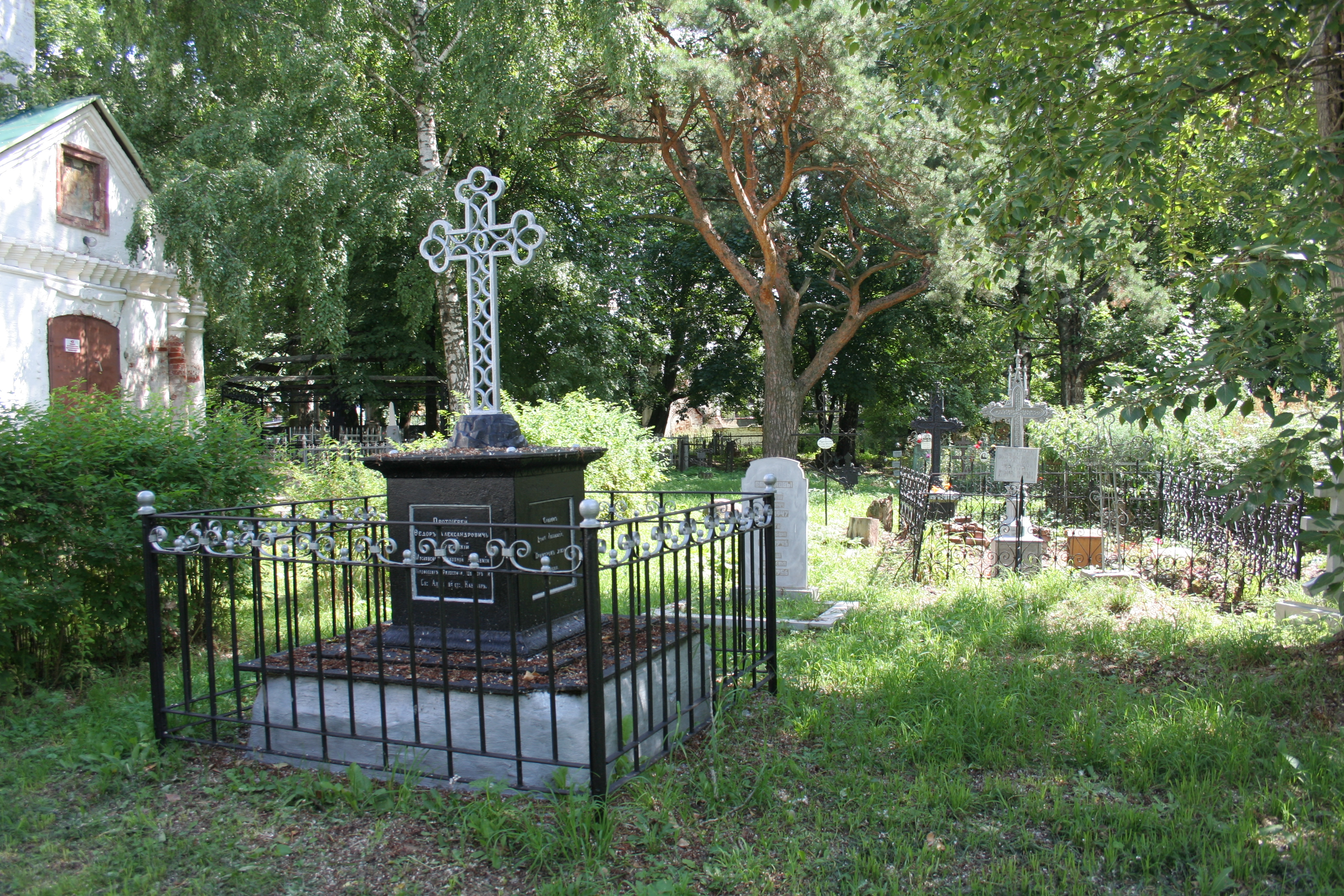
Надгробия евангелического кладбища в Костроме
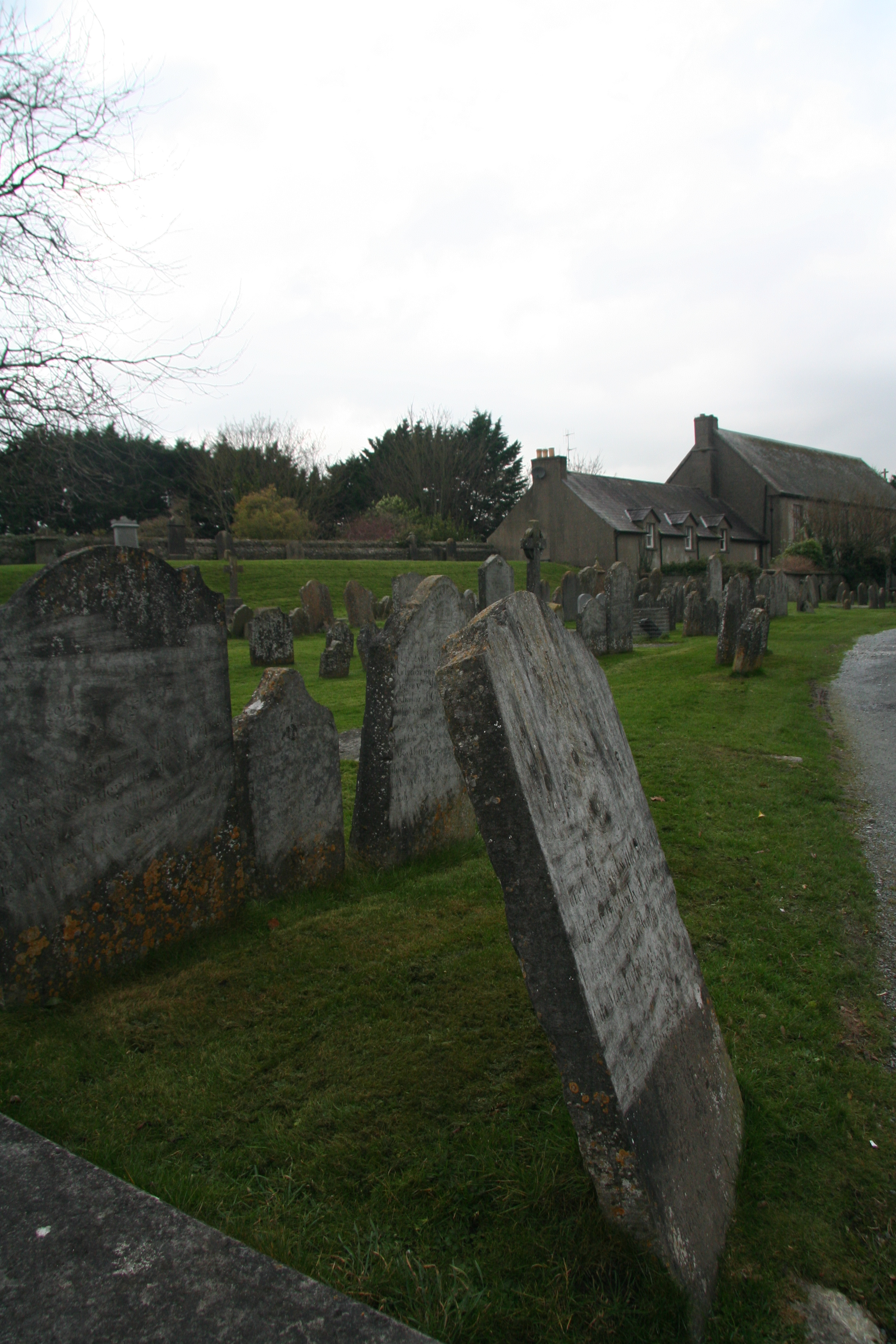
Старинные кельтские надгробные стелы в Килкенни, Ирландия
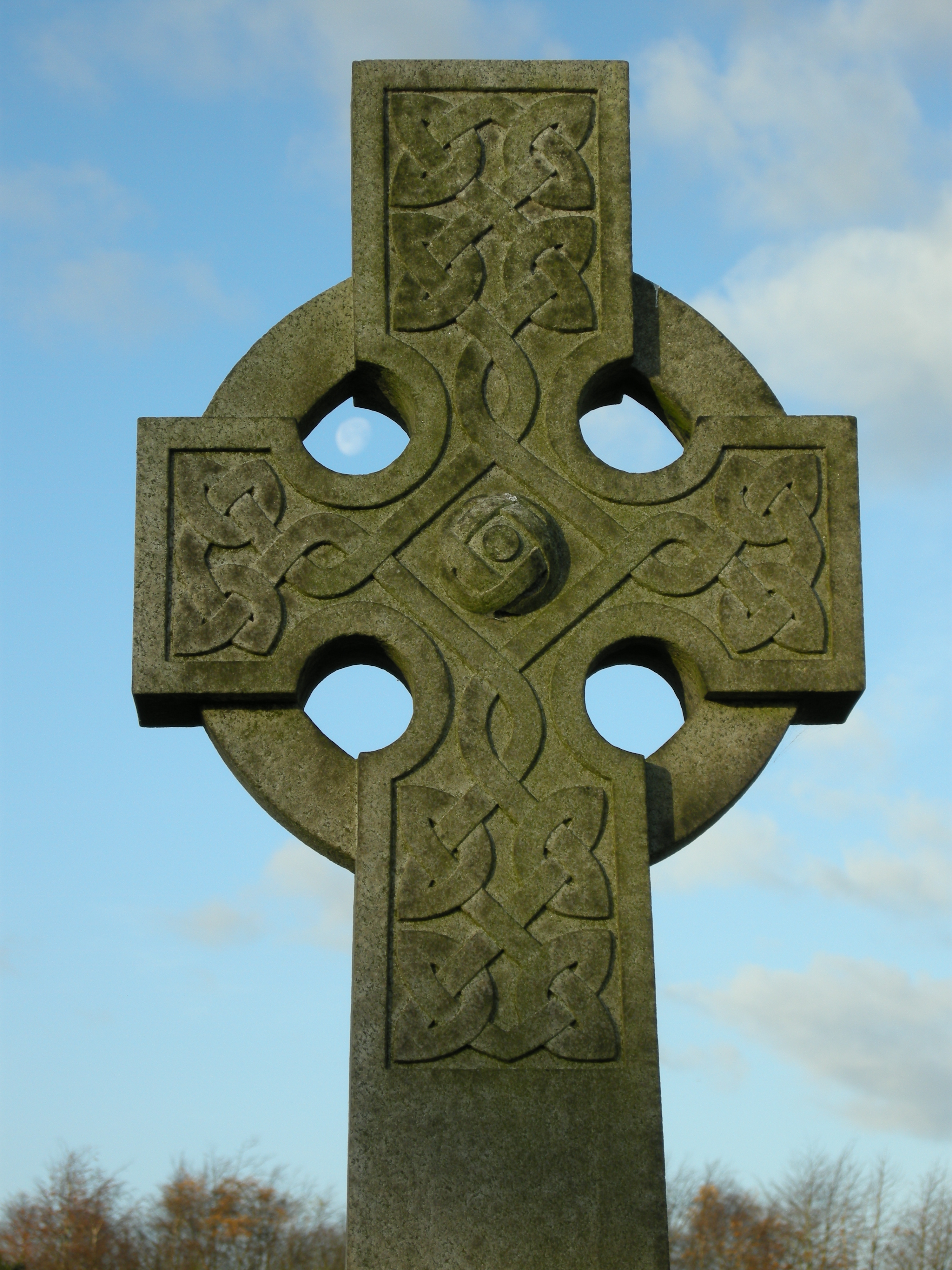
Надгробие в виде кельтского креста (Шотландия)
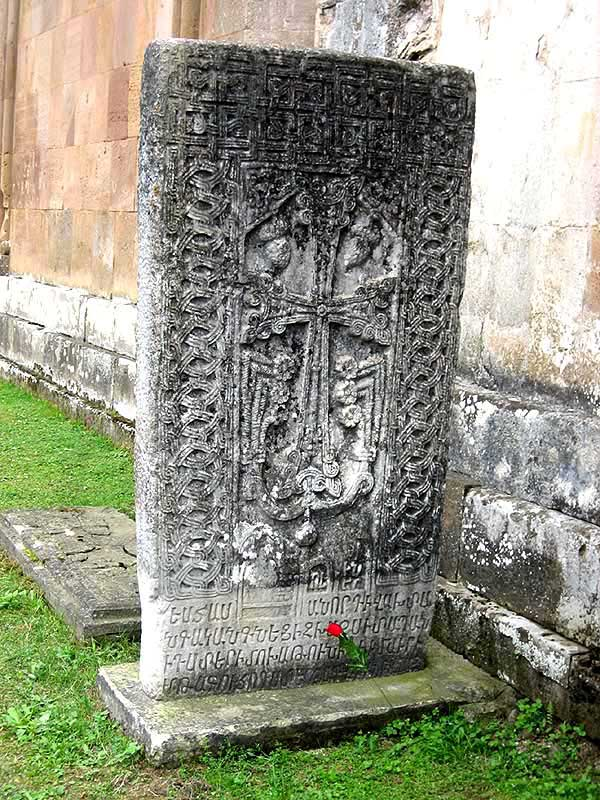
Армянское надгробие (хачкар), Нагорный Карабах, конец XII века
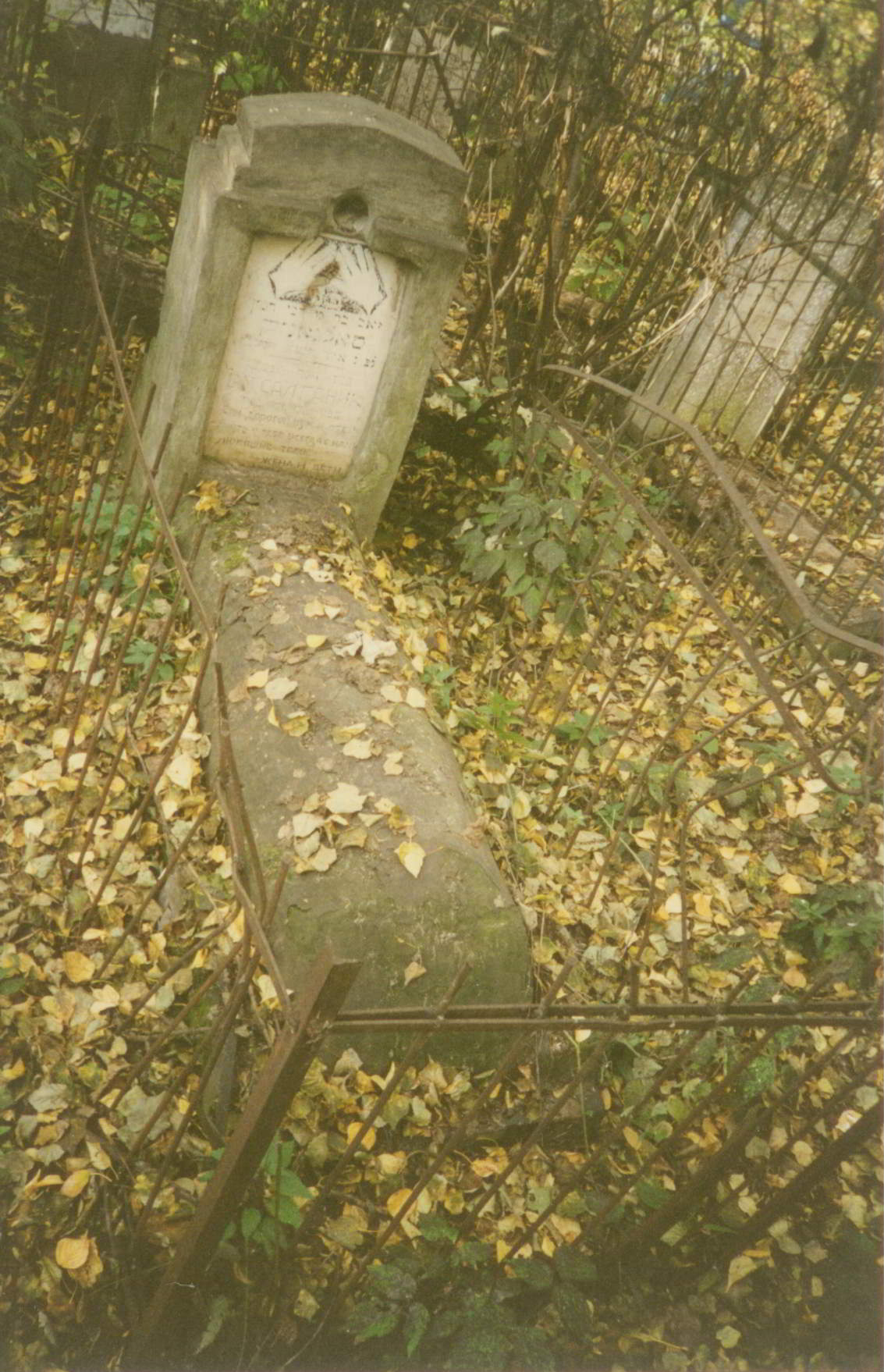
Еврейское надгробие в Тюмени (покойный был коэном)